# A Castle epizódjainak listája
A Castle amerikai televíziós sorozat, amelynek alkotója Andrew W. Marlowe. A sorozat 2009. március 9-én kezdődött az Amerikai Egyesült Államokban az ABC csatornán, 8 évad után 2016. május 16-án befejeződött. Magyarországon az RTL Klub 2010. július 20-án kezdte el vetíteni. Az utolsó epizódot 2018. január 30-án adta le.

## Évadáttekintés
| Évad | Évad | Részek száma | Részek száma | Eredeti sugárzás     | Eredeti sugárzás | Eredeti adó | Magyar sugárzás      | Magyar sugárzás      | Magyar adó |
| Évad | Évad | Részek száma | Részek száma | Évadbemutató         | Évadzáró         | Eredeti adó | Évadbemutató         | Évadzáró             | Magyar adó |
| ---- | ---- | ------------ | ------------ | -------------------- | ---------------- | ----------- | -------------------- | -------------------- | ---------- |
|      | 1.   | 10           | 10           | 2009. március 9.     | 2009. május 11.  | ABC         | 2010. július 20.     | 2010. szeptember 21. | RTL Klub   |
|      | 2.   | 24           | 24           | 2009. szeptember 1.  | 2010. május 17.  | ABC         | 2010. szeptember 28. | 2012. július 24.     | RTL Klub   |
|      | 3.   | 24           | 24           | 2010. szeptember 20. | 2011. május 16.  | ABC         | 2012. július 31.     | 2013. január 29.     | RTL Klub   |
|      | 4.   | 23           | 23           | 2011. szeptember 19. | 2012. május 7.   | ABC         | 2014. január 6.      | 2014. június 20.     | RTL Klub   |
|      | 5.   | 24           | 24           | 2012. szeptember 24. | 2013. május 13.  | ABC         | 2015. február 10.    | 2015. szeptember 29. | RTL Klub   |
|      | 6.   | 23           | 23           | 2013. szeptember 23. | 2014. május 12.  | ABC         | 2015. október 6.     | 2016. június 9.      | RTL Klub   |
|      | 7.   | 23           | 23           | 2014. szeptember 29. | 2015. május 11.  | ABC         | 2016. augusztus 30.  | 2017. május 9.       | RTL Klub   |
|      | 8.   | 22           | 22           | 2015. szeptember 21. | 2016. május 16.  | ABC         | 2017. május 16.      | 2018. január 30.     | RTL Klub   |

## Első évad (2009)
| Sor. | Év. | Cím                                              | Rendező       | Író                                                                          | Premier                               | Nézettség                |
| --- | --- | ------------------------------------------------ | ------------- | ---------------------------------------------------------------------------- | ------------------------------------- | ------------------------ |
| 1. | 1.  | Rick nem Derrick (Flowers for Your Grave)        | Rob Bowman    | Andrew W. Marlowe                                                            | 2009. március 9. 2010. július 20.     | 10,76 millió 1,03 millió |
| Egy gyilkos pont úgy öli meg az áldozatait, mint a híres regényíró Richard Castle, ezért Kate Beckett nyomozó a segítségét kéri. Másnap, Beckett megdöbbenésére Castle felajánlja a segítségét a nyomozásban, aminek Beckett (aki egyébként nagy Castle-rajongó) cseppet sem örül, mivel az író öntelt, és gátlástalanul használja kisfiús sármját. A nyomozás során megszületik az alkotói válságban szenvedő Castle fejében Nikki Heat, a kemény, de briliáns nyomozónő ötlete, amit Beckett nyomozóról szeretne mintázni. |     |                                                  |               |                                                                              |                                       |                          |
| 2. | 2.  | Veszedelmes viszonyok (Nanny McDead)             | John Terlesky | Barry Schindel                                                               | 2009. március 16. 2010. július 27.    | 10,97 millió 1,01 millió |
| Egy toronyház mosodájában holtan találják az egyik család bébiszitterét. Beckett nyomozó eleinte értetlenül áll a gyilkosság előtt. Ám amint Castle segítségével kezdi kibogozgatni az ügyet, szinte minden lépésnél hűtlenségbe, titkos viszonyokba és bosszúvágyba botlanak. A nyomok, néhány kitérő után, elvezetnek a valódi tetteshez is. |     |                                                  |               |                                                                              |                                       |                          |
| 3. | 3.  | Kiközösítve (Hedge Fund Homeboys)                | Rob Bowman    | David Grae                                                                   | 2009. március 23. 2010. augusztus 3.  | 9,14 millió 0,91 millió  |
| Egy elit középiskola tehetséges növendékével a Central Parkban ismeretlen gyilkos végzett. Beckett és Castle a fiú közeli barátaitól megtudja, hogy Donny a nehéz anyagi helyzete miatt drogot árult, és hogy ez lehetett a halálának oka is. Kiderül azonban, hogy a tinédzser diákok többszörösen is fedezik egymást, amiből újabb, halálos bonyodalmak fakadnak. |     |                                                  |               |                                                                              |                                       |                          |
| 4. | 4.  | Szex, zsarolás, politika (Hell Hath No Fury)     | Rob Bowman    | Andrew W. Marlowe                                                            | 2009. március 30. 2010. augusztus 10. | 9,09 millió 0,86 millió  |
| Szőnyegbe csavart holttestet találnak. A politika és a zsarolás világában Beckettnek kivételesen jól jön Castle segítsége. |     |                                                  |               |                                                                              |                                       |                          |
| 5. | 5.  | Jéghideg ölelés (A Chill Goes Through Her Veins) | Bryan Spicer  | Charles Murray                                                               | 2009. április 6. 2010. augusztus 17.  | 9,03 millió 0,98 millió  |
| Egy nő jéggé fagyott holttestére bukkannak az építőmunkások. A nyomozás évekre visszanyúló családi tragédiát tár fel. |     |                                                  |               |                                                                              |                                       |                          |
| 6. | 6.  | Kockázatos nyomozás (Always Buy Retail)          | Jamie Babbit  | Gabrielle Stanton & Harry Werksman                                           | 2009. április 13. 2010. augusztus 24. | 7,73 millió 1,03 millió  |
| Az afrikai voodoo vallás rituáléja szerint végeztek egy bevándorlóval. A nyomozók rátalálnak a feltételezett gyilkosra, aki próbál eltűnni a detektívek szeme elől, de csakis további gyilkosságokat elkövetni. Vajon miért csak olyan embereket öl, aki egy bizonyos táskát vett meg a piacon? |     |                                                  |               |                                                                              |                                       |                          |
| 7. | 7.  | Szegény gazdagok (Home Is Where the Heart Stops) | Dean White    | Will Beall                                                                   | 2009. április 20. 2010. augusztus 31. | 8,21 millió 0,79 millió  |
| Az agyafúrt betörő áldozatait a felső tízezer tagjai közül választja ki. Beckettnek Castle-lel be kell épülnie a gazdagok világába. |     |                                                  |               |                                                                              |                                       |                          |
| 8. | 8.  | Bosszú a múltból (Ghosts)                        | Bryan Spicer  | Moira Kirland                                                                | 2009. április 27. 2010. szeptember 7. | 8,24 millió 0,95 millió  |
| Középkorú nőt találnak a motel fürdőszobájában - egy kád motorolajba fojtva. Beckett és Castle rájön, hogy ez húsz évvel korábban történt bombatámadás egyik elkövetőjével van dolguk. Halála annál inkább rejtély, mert a nő személyazonosságáról senki nem tudott, így az is kétséges, ki akarhatott bosszút állni rajta - ha ugyan bosszúról volt szó. |     |                                                  |               |                                                                              |                                       |                          |
| 9. | 9.  | Váltságdíj (Little Girl Lost)                    | John Terlesky | Elizabeth Davis                                                              | 2009. május 4. 2010. szeptember 14.   | 9,97 millió 1,21 millió  |
| Szülei otthonából rabolnak el egy kétéves kislányt, és hamarosan jelentkeznek az emberrablók is, váltságdíjat követelve. Az ügyben nyomozó FBI-ügynök a New York-i rendőrségtől személyesen Beckett segítségét kéri. Együttműködésük azonban nem lehet felhőtlen, mert Castle megtudja, hogy Sorenson és Beckett valaha együtt jártak. |     |                                                  |               |                                                                              |                                       |                          |
| 10. | 10. | A koronatanú (A Death in the Family)             | Bryan Spicer  | Történet: Andrew W. Marlowe & Barry Schindel Forgatókönyv: Andrew W. Marlowe | 2009. május 11. 2010. szeptember 21.  | 9,96 millió 1,03 millió  |
| A meggyilkolt plasztikai sebészről kiderül, hogy köze volt egy, a tanúvédelmi programban részt vevő maffiózó arcának átszabásához. |     |                                                  |               |                                                                              |                                       |                          |

## Második évad (2009-2010)
| Sor. | Év. | Cím                                                     | Rendező            | Író                                                                     | Premier                                   | Nézettség                |
| --- | --- | ------------------------------------------------------- | ------------------ | ----------------------------------------------------------------------- | ----------------------------------------- | ------------------------ |
| 11. | 1.  | A múlt sebei (Deep in Death)                            | Rob Bowman         | Andrew W. Marlowe                                                       | 2009. szeptember 21. 2010. szeptember 28. | 9,26 millió 1,24 millió  |
| Beckett még mindig nem képes megbocsátani Castle-nek, amiért nyomozni kezdett az anyja ügyében. Nem is hajlandó együtt dolgozni vele, csak a főnök, Montgomery utasítására. Új esetük felettébb különös: egy fa ágai között találnak rá egy halott férfira, akinek később elrabolják a holttestét. |     |                                                         |                    |                                                                         |                                           |                          |
| 12. | 2.  | Dupla hulla (The Double Down)                           | Rob Bowman         | David Grace                                                             | 2009. szeptember 28. 2010. október 5.     | 9,15 millió 1,28 millió  |
| Alig pár órányi eltéréssel két embert gyilkolnak meg, és mindkettőhöz Beckett csapatát riasztják. Ryan és Esposito külön kezd nyomozni a második ügyben, míg Beckett és Castle az első hulla esetét vizsgálják. A csapatban egyre erősödik a gyanú, hogy összefüggés van a két áldozat között, de ezt nehéz bebizonyítaniuk, mert az alaposan gyanúsítható tettesek mindegyike alibit igazol. |     |                                                         |                    |                                                                         |                                           |                          |
| 13. | 3.  | A szépség és a szörnyeteg (Inventing the Girl)          | Dwight Little      | Moira Kirland                                                           | 2009. október 5. 2010. október 12.        | 9,23 millió 1,20 millió  |
| Holtan találnak egy fiatal modellt, aki a neves divattervező, Teddy Farrow új kollekciójának arca lett volna. A kisvárosból felkerült lányt keservesen gyászolja a férje, és a divatszakmát okolja Jenna haláláért. Beckett és Castle nyomozni kezd az ügyben, és kiderül, hogy egy másik modellnek, egy fotósnak, de akár a divattervezőnek is oka lehetett megölni a lányt, akire még egy zaklatót is ráküldtek. |     |                                                         |                    |                                                                         |                                           |                          |
| 14. | 4.  | A nagy átverés (Fool Me Once…)                          | Bryan Spicer       | Alexi Hawley                                                            | 2009. október 12. 2011. január 4.         | 9,77 millió 1,22 millió  |
| Steven Fletcher internetes videókapcsolat segítségével számol be sarkvidéki útjáról egy iskolás osztálynak, amikor hirtelen megölik. Beckett és Castle kideríti, hogy nem csupán a sarkvidéken nem járt az illető, de hétpróbás szélhámos, aki sokak pénzét kicsalta már. A nyomozás során az is felmerül, hogy esetleg meg sem halt, de amikor eljutnak Fletcher dúsgazdag menyasszonyához, kiderül, hogy több szálon bonyolódik az átverés, és Fletcher valóban meghalt, és még nála is nagyobb szélhámossal van dolguk. |     |                                                         |                    |                                                                         |                                           |                          |
| 15. | 5.  | Az elcserélt gyermek (When the Bough Breaks)            | John Terlesky      | René Echevarria                                                         | 2009. október 19. 2011. január 11.        | 9,69 millió 1,03 millió  |
| Egy csatorna mélyén találnak rá egy ismeretlen nő holttestére, akiről Beckett és Castle hamar kideríti, hogy cseh bevándorló. Képbe kerül a nő volt férje, akivel egy tanú látta veszekedni is, majd pedig egy gazdag orvos, akinek a lakásában Eliska háztartási alkalmazott volt, mielőtt kirúgták. Beckett eleinte arra gyanakszik, hogy az asszonynak egy titkos viszony miatt kellett meghalnia. |     |                                                         |                    |                                                                         |                                           |                          |
| 16. | 6.  | Vámpírok alkonya (Vampire Weekend)                      | Karen Gaviola      | Terri Miller                                                            | 2009. október 26. 2011. január 18.        | 9,99 millió 1,10 millió  |
| Halloween idején Castle és Alexis is a bulik lázában égnek, Beckettnek azonban semmi kedve Castle jelmezbáljához. Amikor azonban facövekkel a szívében találnak meg egy vámpírrajongó fiút a temetőben, mindketten rájönnek, hogy ennek fele sem tréfa, és hogy talán a fetisiszták között kell keresni a gyilkost. Az alapos nyomozás azonban kideríti, hogy a fiú családi háttere is kusza volt, és talán a rokonok közt kell keresni a gyilkosát.                                                                       |     |                                                         |                    |                                                                         |                                           |                          |
| 17. | 7.  | Árulkodó szavak (Famous Last Words)                     | Rob Bowman         | Jose Molina                                                             | 2009. november 2. 2011. január 25.        | 9,43 millió 1,19 millió  |
| Hayley-t, a fiatal énekesnőt, Alexis egyik kedvencét, holtan találják meg egy sikátorban. Gyanúba keveredik egy rögeszmés rajongója, az együttes volt gitárosa, és menedzsere, valamint még néhányan, de mivel Beckett és Castle kiderítik, hogy egyikük sem lehetett a gyilkos, végül a lány dalainak szövegéből jönnek rá, hogy egészen másfelé kell kereskedniük. |     |                                                         |                    |                                                                         |                                           |                          |
| 18. | 8.  | A rossz hír hozója (Kill the Messenger)                 | Jonathan Frakes    | Terence Paul Winter                                                     | 2009. november 9. 2011. február 1.        | 9,82 millió 1,16 millió  |
| Rejtélyes gyilkosság történik az utcán, amikor látszólag ok nélkül megölnek egy biciklis futárt. Kiderül, hogy az egésznek köze van egy Montgomery kapitány által még nyomozóként tíz évvel korábban lezárt ügynek. A legújabb fejlemények alapján azonban lehet, hogy mégsem az a gyilkos, aki beismerte a tettet – és akit ráadásul szintén a futárral egyidőben öltek meg. A szálak egy nagyon gazdag és befolyásos családhoz vezetnek.                                                                                 |     |                                                         |                    |                                                                         |                                           |                          |
| 19. | 9.  | Holtan is szeretlek (Love Me Dead)                      | Bryan Spicer       | Alexi Hawley                                                            | 2009. november 16. 2011. február 8.       | 10,53 millió 1,10 millió |
| Holtan találnak egy államügyészt, aki híres volt arról, hogy megalkuvás nélkül harcol a bűnözők ellen. Nemsokára kiderül azonban, hogy kapcsolatba kerülhetett egy callgirl-hálózattal, és Beckett döbbenete határtalan, mikor arra is rájön, hogy a feddhetetlen ügyész kettős játékot játszva maga irányította az alvilági üzletet. Gyilkosa az a férfi lehet, aki át akarta venni tőle a jövedelmező bizniszt, az ő kiléte azonban szinte kideríthetetlen.                                                              |     |                                                         |                    |                                                                         |                                           |                          |
| 20. | 10. | Kémkedni veszélyes (One Man's Treasure)                 | Helen Shaver       | Elizabeth Davis                                                         | 2009. november 23. 2011. június 7.        | 10,31 millió 1,12 millió |
| Megölnek egy környezetvédelemmel és újrahasznosítással foglalkozó szakembert, akiről Beckett hamar kideríti, hogy kettős életet élt: Connecticutban felesége és családja, New Yorkban pedig menyasszonya volt. Castle segítségével arra is rájönnek a nyomozók, hogy Sam Parker ipari kémkedéssel foglalkozott, és hogy az immár az ökoiparban is fellépő kíméletlen konkurenciaharc miatt kellett meghalnia. |     |                                                         |                    |                                                                         |                                           |                          |
| 21. | 11. | Az ötödik golyó (The Fifth Bullet)                      | John Terlesky      | David Grae                                                              | 2009. december 7. 2011. június 14.        | 7,80 millió 1,14 millió  |
| Holtan találnak egy galériatulajdonost. A lehetséges elkövető az egyik elbocsátott asszisztens, de egy bahreini diplomata is gyanúba keveredik. Ám hirtelen felbukkan egy amnéziás fiatalember, akinél megtalálják a helyszínről hiányzó lövedéket. Jeremy a saját nevét sem tudja, de Castle-lel együttműködve apránként fényt derítenek a titokra. |     |                                                         |                    |                                                                         |                                           |                          |
| 22. | 12. | Nők gyűrűjében (A Rose for Everafter)                   | Bryan Spicer       | Történet: Alexi Hawley Forgatókönyv: Terri Miller & Terence Paul Winter | 2010. január 11. 2011. június 21.         | 9,47 millió 1,25 millió  |
| Egy elegáns hotelban a másnapi esküvőre készülődik a násznép, amikor holtan találják az egyik koszorúslányt. A gyilkosság felderítését jelentősen nehezíti, hogy a menyasszony egykor Castle barátnője volt, sőt már a házasságot is tervezgették. Kiderül, hogy a vőlegény kiterjedt családjában többeknek is lehetett okuk megölni lányt. |     |                                                         |                    |                                                                         |                                           |                          |
| 23. | 13. | A maffia maffiája (Sucker Punch)                        | Tom Wright         | Will Beall                                                              | 2010. január 18. 2011. június 28.         | 9,45 millió 1,00 millió  |
| Meggyilkolják a New York-i ír maffia egyik tagját, és Beckett kezdetben azt gyanítja, hogy a szervezet erős embere likvidáltatta őt. Hamarosan azonban képbe kerül egy ázsiai üzletember, akit valójában egy még nagyobb hatalmú bűnöző használ fel, hogy drogot csempésztessen az országba. Castle és Beckett rájön, hogy egy bérgyilkossal van dolguk, aki azonban sokkal közelebb állt az áldozathoz, mint hitték. |     |                                                         |                    |                                                                         |                                           |                          |
| 24. | 14. | Ki lakott a házacskámban? (The Third Man)               | Rosemary Rodriguez | Terence Paul Winter                                                     | 2010. január 25. 2011. július 5.          | 10,55 millió 1,21 millió |
| Egy vakációról hazatérő család besurranó csövest talál holtan a lakásban. A férfi a jelek szerint kifigyelte, hogy mikor utaznak el, és addig használta a lakást. Ehhez azonban túl jól szituált, és Beckett, Castle segítségével hamarosan egy egész rablóbanda nyomrára bukkan. |     |                                                         |                    |                                                                         |                                           |                          |
| 25. | 15. | Havannából jöttem.. (Suicide Squeeze)                   | David Barrett      | Jose Molina                                                             | 2010. február 8. 2011. július 12.         | 9,51 millió 1,05 millió  |
| Holtan találnak egy Kubából bevándorolt és Amerikában sztárrá vált baseball-játékost, akiről kiderül, hogy nem sokkal korábban Havannában járt. Ez feldühítette a kubai emigráns szervezeteket, de nemcsak az ő vezetőjük kerül képbe gyanúsítottként, hanem Cano felesége, egyik játékostársa, és még egy uzsorás is. |     |                                                         |                    |                                                                         |                                           |                          |
| 26. | 16. | Játék határok nélkül (The Mistress Always Spanks Twice) | Tom Wright         | Kate Sargeant                                                           | 2010. március 8. 2011. július 19.         | 9,11 millió 0,93 millió  |
| Meggyilkolnak egy fiatal lányt, a nyomozás szálai egy szado-mazo klubba vezetnek. Beckett és Castle kiderítik, hogy Jessica, aki szociológus volt, doktori disszertációjához gyűjtött anyagot ezen a helyen, mint domina. Lehetséges, hogy a féltékeny, és feldühödött vőlegény volt a gyilkos, de lehetett a rivális doktorandusz is. |     |                                                         |                    |                                                                         |                                           |                          |
| 27. | 17. | Golyóba zárt üzenet (Tick, Tick, Tick…)                 | Bryan Spicer       | Moira Kirland                                                           | 2010. március 22. 2011. július 26.        | 12,21 millió 1,06 millió |
| Sorozatgyilkos szedi áldozatait New York különböző pontjain, aki hátborzongató módon üzen a Castle által kitalált Nikki Heat nyomozónak: az áldozatokba lőtt golyókkal hagy jeleket. A nyomok felfejtésében Castle segít, mivel ő ismeri legjobban a regénybeli nyomozónőt. Az ügybe bekapcsolódik az FBI is. |     |                                                         |                    |                                                                         |                                           |                          |
| 28. | 18. | A nagy durranás (Boom!)                                 | John Terlesky      | Elizabeth Davis                                                         | 2010. március 29. 2011. augusztus 2.      | 14,50 millió 1,08 millió |
| Beckett csodával határos módon élve kerül ki a robbanásból, amely elpusztította a lakását. Miután rájönnek, hogy nem Ben Conrad volt a sorozatgyilkos, Beckett és Castle tovább nyomoznak a szövevényes ügyben. Az eszes elkövető azonban még Shaw ügynököt is fogságba ejti. |     |                                                         |                    |                                                                         |                                           |                          |
| 29. | 19. | A múmia átka (Wrapped Up in Death)                      | Bill Roe           | Alexi Hawley                                                            | 2010. április 5. 2011. augusztus 9.       | 11,70 millió 0,94 millió |
| Rejtélyes módon egy kőszobor zuhan egy múzeumi kurátorra, s Lanie kideríti, hogy nem baleset, hanem gyilkosság történt. Az áldozat egy mexikói maja sírkamrákat kutató régészcsoport tagja, akik múmiákkal is foglalkoznak. Miután Castle óvatlanul belenézett a szarkofágba, meggyőződése, hogy a múmia átka miatt sodródott veszélybe az ő élete is. |     |                                                         |                    |                                                                         |                                           |                          |
| 30. | 20. | Trükkös halál (The Late Shaft)                          | Bryan Spicer       | David Grae                                                              | 2010. április 12. 2011. augusztus 16.     | 12,68 millió 1,17 millió |
| Az egyik tévécsatorna népszerű talkshow-jának házigazdáját holtan találják. A boncolás szerint szívrohamot kapott, de Castle, aki az előző este a műsor vendége volt, gyilkosságra gyanakszik. Eleinte nehezen győzi meg Beckettet, hogy Bobbyt egy kimutathatatlan méreggel ölték meg, de amikor végül megkezdik a nyomozást, már a lehetséges gyanúsítottak sokasága okoz gondot. |     |                                                         |                    |                                                                         |                                           |                          |
| 31. | 21. | Tolvajtanya (Den of Thieves)                            | John Terlesky      | Will Beall                                                              | 2010. április 19. 2012. július 3.         | 10,39 millió 0,74 millió |
| Castle és Beckett egy tolvaj gyilkosa után nyomoznak, amikor általános megdöbbenésre kiderül, hogy Esposito régi társának köze lehet az ügyhöz. A férfit eddig halottnak hitték, de lehet, hogy egy keresztapa alkalmazottja. Az ügybe bekapcsolódik Demming nyomozó is a rablási osztályról, aki megkörnyékezi Beckettet. |     |                                                         |                    |                                                                         |                                           |                          |
| 32. | 22. | Haláli menü (Food to Die For)                           | Ron Underwood      | Terri Miller                                                            | 2010. május 3. 2012. július 10.           | 10,69 millió 0,80 millió |
| Meggyilkolnak egy főszakácsot, majd folyékony nitrogént öntenek rá, hogy teljesen törtékeny legyen. Később, amikor a nyomozópáros már nyomon van, Castle és Beckett olyan dolgot fedeznek fel, ami megmagyarázhatja, miért dolgozott olyan sokáig esténként Wolf. Gyanússá válik a vetélytársa egy show-műsorban, valamint a legjobb barátai is. Mindenesetre Beckettről sok minden érdekesség kiderül majd. |     |                                                         |                    |                                                                         |                                           |                          |
| 33. | 23. | Ágyúval verébre (Overkill)                              | John Terlesky      | René Echevarria                                                         | 2010. május 10. 2012. július 17.          | 10,86 millió 0,86 millió |
| Egy kozmetikai cég igazgatóját holtan találják a lakásán. Hamar felmerül, hogy a gyilkosságot szélsőséges állatvédők követhették el, de gyanúba kerül Wilder unokatestvére és üzlettársa is. Később kiderül, hogy zsarolási ügy áll a gyilkosság hátterében, csakhogy mindkét gyanúsított alibit igazol. Castle kicsit elereszti a fantáziáját, és felveti, hogy egymástól függetlenül mégis közük lehet az ügyhöz. |     |                                                         |                    |                                                                         |                                           |                          |
| 34. | 24. | Kémkaland (A Deadly Game)                               | Rob Bowman         | Andrew W. Marlowe                                                       | 2010. május 17. 2012. július 24.          | 10,07 millió 0,76 millió |
| A parkban megölnek egy férfit, aki teljesen valósághű kémjátékban vett részt. Castle és Beckett biztosak benne, hogy a gyilkosságnak köze lehet a szövevényes játszmához, és egy okirat-hamisításhoz. Később azonban kiderül, hogy házastársi féltékenység rejlik az ügy mögött, de korántsem abban a házasságban, amiről feltételezték. |     |                                                         |                    |                                                                         |                                           |                          |

## Harmadik évad (2010-2011)
| Sor. | Év. | Cím                                                                  | Rendező           | Író                 | Premier                                 | Nézettség    |
| --- | --- | -------------------------------------------------------------------- | ----------------- | ------------------- | --------------------------------------- | ------------ |
| 35. | 1.  | Castle újra a színen (A Deadly Affair)                               | Rob Bowman        | Andrew W. Marlowe   | 2010. szeptember 20. 2012. július 31.   | 10,70 millió |
| Elérkezett az ősz, de Castle még nem jelentkezett Beckettéknél, akik egyre jobban hiányolják, de ugyanakkor dühösek is rá, amiért még csak nem is telefonál. Közben egy gyilkossághoz riasztják Beckettéket: egy kémiatanárnőt megöltek és kidobtak egy ablakon. A tanárnőnél egy címet találnak, ami, mint kiderült, egy szobrásznő címe. Ott viszont, általános megdöbbenésükre, csak a lelőtt szobrásznő hulláját találják – és Rick Castle-t, egy pisztollyal a kezében... |     |                                                                      |                   |                     |                                         |              |
| 36. | 2.  | Őt is, meg a nőt is (He's Dead, She's Dead)                          | John Terlesky     | Moira Kirland       | 2010. szeptember 27. 2012. augusztus 7. | 11,08 millió |
| Meggyilkolnak egy neves New York-i médiumot. Castle és Beckett vitát folytatnak arról, hogy valóban volt-e jóstehetsége, mivel Castle-nek már korábban is sikerrel jósolt, de Beckett nem hisz a médiumokban. Közben kiderül, hogy Vivien, a halott médium kiderítette egy korábbi haláleset körülményeit. Chat megkéri Martha kezét, aki gondolkodik az ajánlaton, de végül nem neki kellett döntenie... Az esetet végül Vivien lánya segít megoldani, aki maga is médiumi erényeket csillogtatott, és a második jóslata hamar bizonyítást lel. (Az első Beckettnek szól: a nyomozónőt meg fogja menteni egy Alexander nevű férfi, akivel szoros kapcsolatba kerülnek.) Az epizód végén megtudjuk Castle teljes születési nevét, amit az íróvá válása után változtatott anyja vezetéknevéről Castle-re. |     |                                                                      |                   |                     |                                         |              |
| 37. | 3.  | Kincskeresők (Under the Gun)                                         | Bryan Spicer      | Alexi Hawley        | 2010. október 4. 2012. augusztus 15.    | 10,83 millió |
| Amikor megölnek egy óvadéki kezest, Beckett és Castle először azokat az elítélteket kérdezi ki, akikkel Carver dolgozott. De gyanússá válik a gyászoló feleség is, illetve egy kiöregedett bűnöző. Beckettnek mindeközben keserűen csalódnia kell egy barátjában. |     |                                                                      |                   |                     |                                         |              |
| 38. | 4.  | Golyó a múltból (Punked)                                             | Rob Bowman        | David Grae          | 2010. október 11. 2012. augusztus 21.   | 10,66 millió |
| Meggyilkolják egy tanácsadó cég egyik alkalmazottját egy New York-i parkban, ráadásul a ruháit is ellopják, de az áldozat pénztárcáját megtalálják. A tárcán található ujjlenyomat alapján előállítják a gyanúsítottat, de ő gyorsan tisztázódik, amikor kiderül: az áldozatot egy 200 éves golyóval ölték meg... |     |                                                                      |                   |                     |                                         |              |
| 39. | 5.  | Társbérlő a koporsóban (Anatomy of a Murder)                         | John Terlesky     | Terence Paul Winter | 2010. október 18. 2012. augusztus 28.   | 10,95 millió |
| Egy temetés közben véletlenül felborul a koporsó, és a résztvevők megdöbbenésére a halott férfi mellett egy halott nő is kiesik belőle, aki, mint kiderült, orvos volt egy helyi klinikán. A lehetséges gyilkosok között szerepel egy ápoló, sőt egy drogbáró is. |     |                                                                      |                   |                     |                                         |              |
| 40. | 6.  | Háromszoros halál (3XK)                                              | Bill Roe          | David Amann         | 2010. október 25. 2012. szeptember 4.   | 11,32 millió |
| Holttestet találnak találnak a sikátorban. Castle a helyszínen felismeri az áldozat halála alapján a Háromszoros gyilkos néven elhíresült ember módszerét, és később kiderül hogy a feltevése igaz, és a háromszoros gyilkos visszatért. Később megtalálják a második holttestet, így Castle és Beckett gőzerővel dolgozik, hogy megmenthessék a harmadik áldozatot. |     |                                                                      |                   |                     |                                         |              |
| 41. | 7.  | Kis híján híres (Almost Famous)                                      | Félix Alcalá      | Elizabeth Davis     | 2010. november 1. 2012. szeptember 11.  | 11,27 millió |
| Egy rendőr holttestét találják meg, de hamar kiderül, hogy nem igazi rendőrről van szó, hanem egy Chippendale-fiúról, akinek nem csak ez volt a foglalkozása. A nyomozás során képbe kerül egy motorosbanda, egy gazdag nő, akinek az áldozat szeretője volt és sok-sok becsapott, átvert ember. Ők mind gyanúsítottak... |     |                                                                      |                   |                     |                                         |              |
| 42. | 8.  | A szemtanú (Murder Most Fowl)                                        | Bryan Spicer      | Matt Pyken          | 2010. november 8. 2012. szeptember 18.  | 10,83 millió |
| Central Parkban a New York-i metró egyik alkalmazottját találják holtan. Castle és Beckett véletlenül rájönnek, hogy a férfi csak rosszkor volt rossz helyen és ez került az életébe... |     |                                                                      |                   |                     |                                         |              |
| 43. | 9.  | Gyilkos típusú találkozások (Close Encounters of the Murderous Kind) | Bethany Rooney    | Shalisha Francis    | 2010. november 15. 2012. szeptember 25. | 9,98 millió  |
| Kegyetlenséggel gyilkolnak meg egy asztrofizikust, aki kapcsolatot tartott egy ufókutatóval. Castle persze azt gondolja, a gyilkosok földönkívüliek, az eltűnések mögött pedig titkos ügynökök állnak. Időközben a rejtélyes jelenségek egyre többször fordulnak elő. |     |                                                                      |                   |                     |                                         |              |
| 44. | 10. | Régi szép idők (Last Call)                                           | Bryan Spicer      | Scott Williams      | 2010. december 6. 2012. október 2.      | 7,63 millió  |
| Hullát találnak a folyóban, aki nemrég vásárolta meg Castle kedvenc bárját. Később kiderül, hogy Donnynak rejtélyes módon volt pénze a nagy üzletre, és hogy a város alatti járatokban rejtőzik egy olyan kincs, amiért sokan öltek volna. |     |                                                                      |                   |                     |                                         |              |
| 45. | 11. | Szerepcsere (Nikki Heat)                                             | Jeff Bleckner     | David Grae          | 2011. január 3. 2012. október 9.        | 9,61 millió  |
| Castle regényét megfilmesítik, és a Beckettről mintázott Nikki Heat-et Natalie Rhodes fogja játszani. E miatt Natalie is részt vesz Castle-ék jelenlegi gyilkossági nyomozásában. Beckett kezdetben kijön Natalie-vel, egészen míg a színésznő nem kezdi el Beckett stílusát. |     |                                                                      |                   |                     |                                         |              |
| 46. | 12. | Halálos trükk! (Poof! You're Dead)                                   | Millicent Shelton | Terri Miller        | 2011. január 10. 2012. október 16.      | 9,05 millió  |
| Megölik egy ismert bűvészbolt tulajdonosát, és megpróbálják öngyilkosságnak álcázni, sikertelenül; a búcsúlevelet a tettes véletlenül arra a papírra írta, ami egy C4-es robbanószer megrendelőlapja volt. A lehetséges gyanúsítottak között szerepel a volt munkatársa, az ikertestvére, és frissen feltörekvő milliomos is. Castle egyre többet veszekszik Ginával, ezért azt javasolja Esposito-nak, hogy ne szűrje össze a levet a munkatársaival; annak az Esposito-nak, aki viszont éppen összejött Lanie-vel... |     |                                                                      |                   |                     |                                         |              |
| 47. | 13. | Sötét zsaruk (Knockdown)                                             | Tom Wright        | Will Beall          | 2011. január 24. 2012. október 30.      | 9,08 millió  |
| Raglan nyomozó, aki Johanna Beckett halálának ügyében nyomozott, felhívja Beckettet, aki Castle társaságában el is megy a megbeszélésre. A halálos beteg Raglan ki akar tálalni Beckettnek, de csak annyit tud elmondani, hogy évekkel Johanna Beckett halála előtt kezdődött minden; ezután viszont végez vele egy mesterlövész. Raglan régi kollégája és barátja nyomán eljutnak egy drogdílerhez, akinek sikerül annyira felbosszantani Beckettet, hogy a nő elvesztette az önuralmát, és ezért Montgomery kapitány eltiltotta az esettől, Castle-lel együtt... |     |                                                                      |                   |                     |                                         |              |
| 48. | 14. | A szerencsefia (Lucky Stiff)                                         | Emile Levisetti   | Alexi Hawley        | 2011. február 7. 2012. november 6.      | 9,26 millió  |
| Kirabolják és meggyilkolják Jay Hixtont, aki egy évvel azelőtt 100 millió dollárt nyert a lottón. A gyanúsítottak között felbukkan az inas, egy drogdíler és két korábbi rabló is, akiket az áldozat juttatott egykor börtönbe, viszont nehéz azonosítani a gyilkost, mivel az áldozat két kézzel szórta a pénzt a rászorulóknak - és olyanoknak is, akik nem érdemelték meg.. Az eset persze jó alkalmat ad arra is, hogy mindenki elmondja, mit csinálna, ha ő nyerné meg a lottót; egyedül Beckett nem hajlandó elmondani. Martha megtudja, hogy egymillió dollárt örökölt Chet után, és azon gondolkozik, hogy mire költhetné; végül (Beckett tanácsára) úgy dönt, emléket állít Chet számára, de ez alapján Castle kitalálja, hogy mit tenne Beckett friss lottónyertesként...                      |     |                                                                      |                   |                     |                                         |              |
| 49. | 15. | Az utolsó szög (The Final Nail)                                      | John Terlesky     | Moira Kirland       | 2011. február 14. 2012. november 13.    | 8,75 millió  |
| Meggyilkolják egy szegecselővel Vicky Westlake-et. Az ügy felderítését bonyolítja, hogy Vicky férje, Damien Westlake Castle régi barátja és mentora; amikor Castle érzékenyen reagál a meggyanúsítására, Beckett hazaküldi Castle-t... |     |                                                                      |                   |                     |                                         |              |
| 50. | 16. | Visszaszámlálás 1. rész (Setup)                                      | Rob Bowman        | David Amann         | 2011. február 21. 2012. november 20.    | 8,99 millió  |
| Megölnek egy arab taxisofőrt New Yorkban, és szétlopják a taxiját. A rendőrök először rablógyilkosságra gyanakodnak, de amikor elkapják a tolvajt, megtudják, hogy bekamerázták az egész taxit. A nyomok egy raktár épületéhez vezetnek, ahol Castle és Beckett sugárfertőzés miatt karanténba kerül, amit valószínűsíthetően egy piszkos bomba okozott. A Nemzetbiztonság átküldi Fallon ügynököt, aki átveszi Montgomerytől az irányítást, és megpróbálja megakadályozni az egyik legnagyobb terrorcselekményt, ami az Egyesült Államok ellen készült... |     |                                                                      |                   |                     |                                         |              |
| 51. | 17. | Visszaszámlálás 2. rész (Countdown)                                  | Bill Roe          | Andrew W. Marlowe   | 2011. február 28. 2012. november 27.    | 10,11 millió |
| Ugyan Castle és Beckett rájött, hogy Amirt és Jamalt csak csapdába csalták, és épp ezért a rendőrség végig rossz nyomon járt, de bent ragadtak a hűtőkamrában, és a kiszabadulásra tett minden próbálkozásuk hiábavaló volt, ráadásul fennáll a veszélye, hogy halálra fagynak, mielőtt bárki észrevenné az eltűnésüket. Alig 10 órán belül kiderül nem csak Castle és Beckett, de New York-i lakosok ezreinek, talán millióinak is a sorsa - élet vagy halál? |     |                                                                      |                   |                     |                                         |              |
| 52. | 18. | Színház az élet (One Life to Lose)                                   | David M. Barrett  | Elizabeth Davis     | 2011. március 21. 2012. december 4.     | 12,03 millió |
| Éppen egy népszerű sorozat forgatása zajlik, amikor a forgatókönyv szerint a szekrénybe bebújni igyekvő "szerető" kinyitja a szekrényajtót, de onnan a sorozat vezető írója fordul ki holtan, egy baltával a hátában. |     |                                                                      |                   |                     |                                         |              |
| 53. | 19. | A jog hálójában (Law & Murder)                                       | Jeff Bleckner     | Terence Paul Winter | 2011. március 28. 2012. december 11.    | 12,56 millió |
| Egy élénk sajtóvisszhangot kapó bűncselekmény tárgyalásán holtan esik össze az egyik esküdt. A ciánmérgezés hamar bizonyítást nyer, de a tettes kiléte csak lassan kerül napvilágra. Mivel a vádlottat az esküdtszék döntésképtelensége miatt felmentik, természetesen ő lesz az első gyanúsított, azonban később kiderül, hogy tényleg volt kapcsolat a két eset között, csak teljesen más formában... |     |                                                                      |                   |                     |                                         |              |
| 54. | 20. | Halál a sütőben (Slice of Death)                                     | Steve Boyum       | Scott Williams      | 2011. április 4. 2012. december 18.     | 11,45 millió |
| Lelőnek és egy pizzázóban megsütnek egy híres riportert. A nyomozóknak a rivális Nick-féle pizzakészítők gyerekes rivalizálásából kell kiindulni, hogy nemsokára egy legendás drogdílerrel találják szembe magukat... |     |                                                                      |                   |                     |                                         |              |
| 55. | 21. | Az ifjú reménység (The Dead Pool)                                    | Paul Holahan      | Matt Pyken          | 2011. április 11. 2013. január 8.       | 12,33 millió |
| Némi klór segítségével a vízbe fojtják Zacket, az Egyesült Államok egyik legnagyobb úszótehetségét. A nyomozás során Beckették egy eddig ismeretlen szteroidra bukkannak, a keresetét autólopásokkal kiegészítő tehetségnél, bár Zack egészen biztosan tiszta volt - vagyis akármelyik csapattársa lehetett a gyilkos. Eközben Castle pártfogásába vesz egy fiatal krimiírót, és beviszi az őrsre, hogy háttérkutatásokat tudjon végezni, de az már egyáltalán nem tetszik neki, hogy Conrad elkezd élénken érdeklőni Beckett iránt... |     |                                                                      |                   |                     |                                         |              |
| 56. | 22. | Élni és meghalni Los Angelesben (To Love and Die in L.A.)            | John Terlesky     | Alexi Hawley        | 2011. május 2. 2013. január 15.         | 12,11 millió |
| Michael Royce-t, Beckett egykori mentorát meggyilkolják. Beckett természetesen maga akarja megkeresni a gyilkost, de kiderül, hogy az már visszautazott Los Angelesbe, ahonnan csak Royce "kedvéért" érkezett New Yorkba. Miután Beckett mindenképpen oda akar utazni, Montgomery elveszi tőle az ügyet; válaszul Beckett kiveszi a szabadságát (amit persze Los Angelesben tölt el), Castle pedig hirtelen úgy dönt, hogy meglátogatja a Hőhullám forgatását Hollywoodban... |     |                                                                      |                   |                     |                                         |              |
| 57. | 23. | Szépséges hulla (Pretty Dead)                                        | Jeff Bleckner     | Terri Miller        | 2011. május 9. 2013. január 22.         | 12,60 millió |
| Ambert, a neves szépségverseny résztvevőjét holtan találják meg a próba alatt. Sokáig a volt barátra gyanakodnak, aki minden bizonnyal meztelen képekkel zsarolta a nőt, de azután kiderül, hogy bombabiztos "alibije" volt: őt is megölték, ráadásul egy nappal Amber előtt. Közben Alexis és Montgomery is egy nagy magánéleti dilemma elé kerül, de mindkettejük döntése sokkolóan hat Castle-re... |     |                                                                      |                   |                     |                                         |              |
| 58. | 24. | Bűnösök brigádja (Knockout)                                          | Rob Bowman        | Will Beall          | 2011. május 16. 2013. január 29.        | 12,93 millió |
| A bérgyilkos, aki megölte Raglant, a börtönben megöli Raglan egykori társát, majd az erről szóló tárgyalásról megszökik. Castle rájön, hogy a harmadik rendőr jelenti a megoldás kulcsát az ügyhöz, de miután beszélt Beckett apjával és Montgomery kapitánnyal is, egyre jobban aggódik Beckettért. Végül megpróbálja lebeszélni a nőt az anyja gyilkosának üldözéséről, de persze nem sikerül neki. Ryan és Esposito a harmadik rendőr után nyomoz, amikor kiderül, hogy egy ember végig hazudott nekik: Montgomery kapitány nagyon is jól ismerte Raglanékat... |     |                                                                      |                   |                     |                                         |              |

## Negyedik évad (2011-2012)
| Sor. | Év. | Cím                                                    | Rendező          | Író                               | Premier                               | Nézettség    |
| --- | --- | ------------------------------------------------------ | ---------------- | --------------------------------- | ------------------------------------- | ------------ |
| 59. | 1.  | Újjászületés (Rise)                                    | Rob Bowman       | Andrew W. Marlowe                 | 2011. szeptember 19. 2014. január 6.  | 13,28 millió |
| Beckett válságos állapotban van a merénylet után. Beviszik a kórházi műtőbe, ahol a barátja Josh megdöbbenve veszi észre, hogy ki is haldoklik. Miután kiküldték a műtőből, rátámad Castle-re, de Mr. Beckett szétválasztja őket. Esposito, Ryan és Castle elkezd nyomozni a merénylő után, de annak nyoma veszett. Beckett túléli a merényletet, és az intenzíven időt kér Castle-től és az összes többi barátjától: szakít Josh-sal és 3 hónapig nem hívja fel Castle-t. Három hónappal később a Montgomery halála után kinevezett új rendőrkapitány, Victoria Gates megérkezése lendületével el is tünteti Castle-t az őrsről - bár az író épp nyomra bukkant, ezt nem mondhatták el Gates-nek anélkül, hogy bemártsák a volt kapitányt, ezért a "Vaslady" leállítja a nyomozást. Egy gyilkosság is történik: Soniát, a híres celebet megölik a lakásán. A rendőrség szerint a hölgy élettársa, egy metálegyüttes dobosa tette. A visszatérő Beckett állítja, hogy jól van, de amikor a vádlott ráfogja a pisztolyát, Beckett képtelen megmozdulni... |     |                                                        |                  |                                   |                                       |              |
| 60. | 2.  | Szuperhős (Heroes & Villains)                          | Jeff Bleckner    | David Amann                       | 2011. szeptember 26. 2014. január 13. | 11,67 millió |
| Egy ismert és veszélyes szélhámost szabályosan kettévágott egy ismeretlen gyilkos. A nyomok a képregények világába vezetnek, amit amit Castle több, mint nagyon élvez, Beckettel ellentétben. |     |                                                        |                  |                                   |                                       |              |
| 61. | 3.  | Áldozat nélkül (Head Case)                             | Holly Dale       | David Grae                        | 2011. október 3. 2014. január 20.     | 11,18 millió |
| Óriási vértócsát találtak egy sikátorban, de az áldozat eltűnt. Csak annyi biztos, hogy ekkora vérveszteséget nem élhetett túl, ezért elkezdik keresni; de az a hely, ahol megtalálták, talán még Castle legvérmesebb fantáziáiban sem fordult volna elő, és komoly akadályok forrása lett... |     |                                                        |                  |                                   |                                       |              |
| 62. | 4.  | Betonbiztos (Kick the Ballistics)                      | Rob Bowman       | Moira Kirland                     | 2011. október 10. 2014. január 27.    | 10,23 millió |
| Egy építkezésen a cementben találnak rá egy halott nőre. Mivel drogot is találnak a nő ruháján, először a nő drogos expasiját vallatják, de a ballisztikai vizsgálat után teljesen más megvilágításba kerül az ügy: kiderül, hogy az áldozatot Ryan előző szolgálati fegyverével lőtték le. Azzal, amit a hírhedt sorozatgyilkos 3XK lopott el tőle, amikor Castle és Ryan rájöttek a kilétére. |     |                                                        |                  |                                   |                                       |              |
| 63. | 5.  | A nagy műkincsrablás (Eye of the Beholder)             | John Terlesky    | Shalisha Francis                  | 2011. október 17. 2014. február 3.    | 11,23 millió |
| Ellopták a múzeumból az egyik 50 millió dollárt érő kiállítási tárgyat, a Kapitalizmus Öklét. Valami nem a tervek szerint alakulhatott, mert az adminisztratív igazgatót is meggyilkolják rablás közben, aki valamiért nagyon aggódott, hogy a lopás be fog következni. Beckett kezd el nyomozni az ügyben, amikor felbukkan a tett helyszínén a múzeum biztosítási nyomozója, a vonzó Serena Kaye, aki nem csak éles eszével és tapasztalatával hívja fel magára a figyelmet. Felajánlja segítségét a nyomozásban, de Beckett visszautasítja. Kaye Beckett-et megkerülve mégis beveteti magát az ügybe, a kapitány segítségével. Beckett egyáltalán nem boldog, de Castle annál inkább... |     |                                                        |                  |                                   |                                       |              |
| 64. | 6.  | Kísértetjárás (Demons)                                 | Bill Roe         | Rob Hanning                       | 2011. október 24. 2014. február 10.   | 10,81 millió |
| Egy szellemházban egy szellemirtó holttestére találnak rá. A fiatal férfinak átvágták a torkát fültől-fülig. A különös az, hogy a kifröccsenő vére akadálytalanul fröcskölt a padlóra, pedig a nyaki sérülést minden bizonnyal közvetlen közelről okozták. Castle úgy véli, egy igazi szellem gyilkolt, akire nem fröccsenhetett az áldozata vére... |     |                                                        |                  |                                   |                                       |              |
| 65. | 7.  | Bankcsapda (Cops & Robbers)                            | Bryan Spicer     | Terence Paul Winter               | 2011. október 31. 2014. február 17.   | 12,58 millió |
| Castle és Martha épp a színésziskolával kapcsolatos pénzügyi problémákat intézik a bankban, amikor 3 férfi és egy nő túszul ejti a bankban tartózkodókat. Mivel Castle épp Beckettel telefonált, a nyomozónő első kézből értesült a történtekről, és azonnal riasztotta az illetékeseket, akiknek nagy bosszúságára az emberrablók csak Beckettel hajlandóak tárgyalni. Castle rádöbben, hogy nem a pénzről van szó de a külvilággal kommunikálni szinte lehetetlen... |     |                                                        |                  |                                   |                                       |              |
| 66. | 8.  | Gyilkosság a kaszinóban (Heartbreak Hotel)             | Bill Roe         | Elizabeth Davis                   | 2011. november 7. 2014. február 24.   | 11,07 millió |
| Egy dúsgazdag Atlantic City-i kaszinótulaj holttestét találják egy sikátorban. Kiderül, hogy a volt feleségéhez jött, hogy szívességet kérjen tőle, amit a nő megtagadott. Espot és Ryant a kapitány Atlantic Citybe küldi, hogy ott nyomozzanak. Castle is velük tart, aminek nagyon örül. A kapitány kíváncsi, hogy Beckett mire képes Castle nélkül... |     |                                                        |                  |                                   |                                       |              |
| 67. | 9.  | Kapcsolat (Kill Shot)                                  | David M. Barrett | Alexi Hawley                      | 2011. november 21. 2014. március 3.   | 10,85 millió |
| Egy mesterlövész szedi látszólag találomra az áldozatait. Becketten a poszttraumatikus stressz szindróma jelei mutatkoznak, hiszen alig pár hónapja ő maga állt egy mesterlövész célkeresztjében, amit épp csak túlélt. A csapat aggódik érte és segíteni próbál neki, miközben a tettesre vadásznak... |     |                                                        |                  |                                   |                                       |              |
| 68. | 10. | Összeláncolva (Cuffed)                                 | John Terlesky    | Terri Miller & Andrew W. Marlowe  | 2011. december 5. 2014. március 10.   | 8,12 millió  |
| Beckett és Castle egy sötét helyen ébrednek összebilincselve. Rádöbbennek, hogy nem emlékeznek arra, hogy kerültek oda és mi történt velük. Miközben Ryan és Esposito keresni kezdik őket, megpróbálják összerakni azt az ügyet, amiben épp nyomoztak és ami ide juttattak őket... |     |                                                        |                  |                                   |                                       |              |
| 69. | 11. | Míg a halál el nem választ (Till Death Do Us Part)     | Jeff Bleckner    | David Grae                        | 2012. január 9. 2014. március 17.     | 9,76 millió  |
| Beckett és Castle egy szoknyapecér halálának ügyében nyomoz. Ahogy göngyölítik fel az ügyet sötét titok kerül napvilágra Ryan menyasszonyával kapcsolatban... |     |                                                        |                  |                                   |                                       |              |
| 70. | 12. | Senki sem szent (Dial M for Mayor)                     | Kate Woods       | Christine Boylan                  | 2012. január 16. 2014. március 24.    | 9,41 millió  |
| Egy halott nőt találnak egy autó anyósülésén, melyet a polgármesteri hivatal bérelt ki a polgármester Derek Webster részére. Gates kapitány utasítja Becketet, hogy bizonyosodjon meg arról, Castle nem túlságosan elfogult-e ahhoz, hogy az ügyben részt vegyen, mivel jó barátja a polgármesternek... |     |                                                        |                  |                                   |                                       |              |
| 71. | 13. | Az ember legjobb barátja (An Embarrassment of Bitches) | Tom Wright       | Rob Hanning                       | 2012. január 23. 2014. március 31.    | 10,05 millió |
| Egy kutyaszépségverseny bíráját holtan találják az öltözőjében. Lehet, hogy a fiatal tévésztár a gyilkos, de akár az argentin maffia keze is lehet a dologban. |     |                                                        |                  |                                   |                                       |              |
| 72. | 14. | Szigorúan bizalmas! (The Blue Butterfly)               | Chuck Bowman     | Terence Paul Winter               | 2012. február 6. 2014. április 11.    | 8,70 millió  |
| New York egyik nagy múltú, de mostanra lezüllött klubjában meggyilkolnak egy kincsvadászt. Castle az áldozat holmijai között megtalálja Joe, az 1940-es évek egyik magánnyomozójának naplóját, ami a Kék Pillangó nevű legendás ékszerhez vezeti el a rendőrséget. Ez egy 1947-es kettős gyilkosság során tűnt el, és a két áldozatot a rendőrség mint Joe-t és titkos szerelmét, Verát azonosította... |     |                                                        |                  |                                   |                                       |              |
| 73. | 15. | Pandora szelencéje (Pandora)                           | Bryan Spicer     | David Amann                       | 2012. február 13. 2014. április 18.   | 8,86 millió  |
| Egy férfi holttestet dobnak ki az ablakon, majd a gyilkos túszul ejt egy nőt. A rendőrség így viszonylag könnyen rátalál, de mindenki általános megdöbbenésére a férfi egyszerűen eltűnik a cellájából, és kisétált a főbejáraton anélkül, hogy észrevették volna. Ezzel egy időben eltűnik a holttest is, ami miatt Alexis, aki Lanie mellett végez gyakornoki munkát, lelkiismeret-furdalást érez, mert ő hagyta magára a hullát, amikor telefonáltak neki. Castle és Beckett nyomozni kezd a rejtélyes ügyben, de csak egy újabb hullát találnak - majd őket is elrabolják. A dupla epizód első részében megismerhetjük Castle első múzsáját Sarah-t, Clara Strike ihletőjét, ami féltékennyé tesz Beckettet. Így ellentét kerül közéjük akkor, amikor Castle-nek és Beckettnek egy különösen jó CIA-ügynököt és egy fantasztikus tudóst kell megtalálni abban a világban, ahol semmi nem az, aminek elsőre látszik... |     |                                                        |                  |                                   |                                       |              |
| 74. | 16. | Trójai ló (Linchpin)                                   | Rob Bowman       | Andrew W. Marlowe                 | 2012. február 20. 2014. április 25.   | 9,73 millió  |
| Bár nagy nehezen, de Castle-nek sikerül kiszabadítania magát és Beckettet a kocsiból, de a professzor meghalt, és a bizonyítékokat elküldték. A professzor sakkpartnere révén eljutnak a tudós lakásába, ahol eléjük tárul a harmadik világháború teljes tervezete, amihez egy kínai kislány a kulcs. Immár nyilvánvalóvá válik, hogy egy CIA-ügynök áll emögött, de akire eddig gyanakodtak, az golyót kap a fejébe a valódi árulótól. Sofia tesz egy említést Castle apjáról, akinek a hírszerző állása miatt kellett anno elhagynia Martháékat... |     |                                                        |                  |                                   |                                       |              |
| 75. | 17. | Egyszer volt, hol nem volt (Once Upon a Crime)         | Jeff Bleckner    | Kate Sargeant                     | 2012. február 27. 2014. május 9.      | 9,10 millió  |
| Egy gyilkos mesés jelmezekbe öltözteti be áldozatait; az elsőt Piroskaként, a másodikat Hófehérkeként beöltöztetve találják meg. Hamarosan rábukkannak a harmadik nőre is, akit Csipkerózsika-jelmezt visel, és ugyanúgy van elkábítva, mint a másik két nő, de neki sikerül túlélnie. Egyetlen kapcsolat van a három nő között: mind a három nőt 50 605 dollárral zsarolták meg. Végül Beckett és csapata kideríti, hogy nagy eséllyel egy 7 évvel azelőtt történt lezáratlan eset miatt kellett a két lánynak életét vesztenie. |     |                                                        |                  |                                   |                                       |              |
| 76. | 18. | Halálos tánc (A Dance With Death)                      | Kevin Hooks      | Moira Kirkland                    | 2012. március 19. 2014. május 16.     | 11,52 millió |
| Egy televíziós táncvetélkedő női sztárját holtan találják öltözőjében éppen a felvétel idején. Castle és Beckett nyomozni kezdenek, és hamar kiderül, hogy Odette-nek több ellensége is volt, és azok, akiket megzsarolt, jó okkal akarhatták megölni. Váratlan fordulatot hoz viszont, amikor rájönnek, hogy a megölt lány nem is Odette Morton, hanem egy alteregója, akit plasztikai műtéttel formáltak át. Immár két haláleset ügyében kell nyomozniuk. A nyomok az egy évvel ezelőtti vonatbalesetéhez és idős rokona halálához vezetnek. |     |                                                        |                  |                                   |                                       |              |
| 77. | 19. | 47 másodperc (47 Seconds)                              | Paul Holahan     | Shalisha Francis                  | 2012. március 26. 2014. május 23.     | 11,87 millió |
| Élő adásban közvetítettek a New York-i bank-ellenes tüntetésről, amikor bomba robbant a tömegben. Az FBI terrorcselekményre gyanakszik, de úgy tűnik, hogy a cél inkább a figyelemfelkeltés volt. Az egyik tanú el akarta hitetni Beckettel, hogy amnéziás lett a sokktól, de Beckett elárulja magát, és elmondja, hogy mindenre emlékszik abból, amikor lelőtték. És Castle a tükör mögül minden szót hallott... |     |                                                        |                  |                                   |                                       |              |
| 78. | 20. | A brit kapcsolat (The Limey)                           | Bill Roe         | Elizabeth Davis                   | 2012. április 2. 2014. május 30.      | 11,69 millió |
| Meggyilkolják a gyönyörű brit modellt, aki mostanában nem vállalt el ígéretes munkákat sem. A szálak a Scotland Yard egyik emberéhez vezetnek, aki, mivel jól ismerte az áldozatot, csatlakozik a nyomozáshoz, persze csak Gates kapitány engedélyével. A nyomozás során fény derül az angol konzulátus egyik vezetőjének sötét titkaira. Castle dühös Beckettre, amiért hónapokig hazudott neki, ezért folyamatos randizásokba kezd, ami Beckett kezdi úgy érezni, hogy elszalasztotta az esélyét. |     |                                                        |                  |                                   |                                       |              |
| 79. | 21. | Fejvadászok (Headhunters)                              | John Terlesky    | Alexi Hawley                      | 2012. április 16. 2014. június 6.     | 11,23 millió |
| Castle még mindig dühös Beckettre, amiért hazudott neki, és emiatt újra írói válságba kerül, amit úgy akar megoldani, hogy csatlakozik Slaughter ügynökhöz, akire a televízióban figyelt fel, és akár egy új regényhős alapja is lehet. Slaughter azonban először nem szívesen látja Castle-t, mivel a vad stílusa miatt egy társa se húzza mellette sokáig, de Castle mégis csatlakozhat hozzá, amíg megoldják a kisstílű bűnöző halálának rejtélyét. Főleg azt, hogy vajon mit keresett nála három levágott, emberi fej... |     |                                                        |                  |                                   |                                       |              |
| 80. | 22. | A parancs (Undead Again)                               | Bill Roe         | Christine Boylan                  | 2012. április 30. 2014. június 13.    | 11,08 millió |
| Amikor Beckett felhívja egy gyilkossággal kapcsolatban, Castle úgy dönt, hogy ez lesz az utolsó ügye Beckett társaként. És az ügy méltónak is látszik ahhoz, hogy az utolsó legyen: a nagymenő banki alkalmazottat és a vetélytársát egy zombi támadja meg. Amikor kikérdezik a gyilkost, kiderül, hogy bedrogozták, vagyis valaki más ölette meg vele az áldozatot, amíg a "zombi" öntudatlan volt. Castle, miközben a gyilkosságról beszélget Beckettel, gyakorlatilag bevallja neki, hogy miért is dühös a nőre, és Beckett kér tőle még egy kis időt, hogy teljesen feldolgozhasson mindent, az író pedig úgy dönt, hogy megadja neki. |     |                                                        |                  |                                   |                                       |              |
| 81. | 23. | Mindig veled (Always)                                  | Rob Bowman       | Terri Miller és Andrew W. Marlowe | 2012. május 7. 2014. június 20.       | 12,36 millió |
| Egy elhagyatott sikátorban bukkannak rá az egyik legfontosabb New York-i drogbanda egykori tagjára. A fickó múltja miatt az első gyanúsítottak a volt bandájából kerülnek ki, de két új információ más meglátásba helyezi az ügyet: kiderül, hogy a gyilkos ugyanaz, aki Beckettet is lelőtte, illetve az áldozat betört az elhunyt Roy Montgomery kapitány lakásába, és ellopta az ottani dokumentumokat. Ezzel veszélybe kerül Castle megállapodása Montgomery barátjával, miszerint ha Beckett nem nyomoz az anyja ügyében, akkor nem próbálják meg megölni. Castle mindent elmond Kate-nek, de nem győzte meg a nyomozónőt, ezért otthagyja a csapatot. A döntés immár Beckett kezében van, és akárhogy választ, elveszít valamit, ami az élete részévé vált... |     |                                                        |                  |                                   |                                       |              |

## Ötödik évad (2012-2013)
| Sor. | Év. | Cím                                                                          | Rendező          | Író                                                              | Premier                                | Nézettség    |
| --- | --- | ---------------------------------------------------------------------------- | ---------------- | ---------------------------------------------------------------- | -------------------------------------- | ------------ |
| 82. | 1.  | Vihar után (After the Storm)                                                 | Rob Bowman       | David Amann                                                      | 2012. szeptember 24. 2015. február 10. | 10,45 millió |
| Reggel Castle azt hitte, hogy álmodik, de nem. Beckett hamar Castle szekrényében kötött ki, amikor Martha korább tért vissza a hamptonsi kiruccanásáról. Megesküdve, hogy nem fogja félelemben élni az életét, Beckett beerőszakolta magát egy privát találkozóra a szenátorral, Castle félelmei ellenére, hogy Beckett talán bosszút áll. Beckett a megsemmisült fájlt használta fel a szenátor zsarolására, hogy biztonságban tartsa magát és a szeretteit.                                                                                           |     |                                                                              |                  |                                                                  |                                        |              |
| 83. | 2.  | Felhős, helyenként gyilkos időjárás várható (Cloudy With a Chance of Murder) | Kate Woods       | Elizabeth Beall                                                  | 2012. október 1. 2015. február 17.     | 10,35 millió |
| Holtan találják a helyi tévécsatorna meteorológusnőjét, akinek a táskája eltűnt. Kiderül, hogy munkatársával folytatott titkos viszonyt, ami miatt Castle és Beckett feszülten kezeli a helyzetet. Ebben az is közrejátszik, hogy Castle-t élő tévéadásban randira hívja a csatorna dögös műsorvezetőnője. |     |                                                                              |                  |                                                                  |                                        |              |
| 84. | 3.  | Megőrzöm a titkodat (Secret's Safe with Me)                                  | John Terlesky    | Terence Paul Winter                                              | 2012. október 8. 2015. február 24.     | 10,61 millió |
| Megöltek egy nőt, akiről kiderül, hogy négyezer dollárt lopott egy raktári licitre. Hogy kiderítsék, mit rejtett a különleges raktár, Castle felvásárolja az összes holmit. Eközben Alexis búcsút mond otthonának, és beköltözik a kollégiumba, valamint megismerjük Gates kapitány egy új oldalát. |     |                                                                              |                  |                                                                  |                                        |              |
| 85. | 4.  | Gyilkos sorok (Murder, He Wrote)                                             | Rob Bowman       | David Grae                                                       | 2012. október 15. 2015. március 3.     | 10,94 millió |
| Castle és Beckett leruccannak a hétvégére Castle hamptonsi házába, azonban a pihenésüket megakadályozza egy váratlan hulla, nem máshol, mint Castle nyaralójának kertjében. Mivel az író mindenképp ki akarja deríteni a gyilkosságot, hétvégéjüket nyomozással töltik. Mindeközben a rendőrségen Ryan és Esposito kötelességüknek tartják megtudni, ki "Beckett új pasija". |     |                                                                              |                  |                                                                  |                                        |              |
| 86. | 5.  | Tökéletes gyanúsított (Probable Cause)                                       | John Terlesky    | Andrew W. Marlowe                                                | 2012. október 29. 2015. március 10.    | 10,84 millió |
| Castle és Beckett egy "tökéletes gyilkosságban" nyomoz, aminek fő gyanúsítottja nem más, mint Castle. Amíg az író a rendőrségi fogdában van, elmegy hozzá az igazi gyilkos, aki bevallja neki hogy négy éven át tervezte ezt a bosszút Castle ellen. |     |                                                                              |                  |                                                                  |                                        |              |
| 87. | 6.  | Az erő legyen veled! (The Final Frontier)                                    | Jonathan Frakes  | Kate Sargeant                                                    | 2012. november 5. 2015. március 17.    | 10,02 millió |
| Castle és Beckett egy sci-fi találkozón történt gyilkosság ügyében nyomoznak. A rendezvényen senki sem az, akinek látszik, és Beckett ifjúkorából is megdöbbentő titokra derül fény. |     |                                                                              |                  |                                                                  |                                        |              |
| 88. | 7.  | Hattyúdal (Swan Song)                                                        | David Barret     | Rob Hanning                                                      | 2012. november 12. 2015. március 24.   | 10,07 millió |
| Holtan találják az egyre népszerűbb lévő rock zenekar szólógitárosát. Az együttesben mindenki gyanús és a helyzetet csak nehezíti, hogy dokumentumfilmet forgatnak a bandáról, és így a nyomozásról is. Beckettnek és Castle-nek nagyon oda kell figyelnie minden szavára és mozdulatára. |     |                                                                              |                  |                                                                  |                                        |              |
| 89. | 8.  | Életmentő alibi (After Hours)                                                | David M. Barrett | Shalisha Francis                                                 | 2012. november 19. 2015. március 31.   | 10,48 millió |
| Beckett és Castle vacsorát szerveznek a szüleiknek, ami nem sikerül túl jól. A vacsora során érkezik a gyilkossági riasztás. A belvárosban megölnek egy papot, és az egyetlen szemtanú sorsa Beckett és Castle kezében van... |     |                                                                              |                  |                                                                  |                                        |              |
| 90. | 9.  | A télapó titka (Secret Santa)                                                | Paul Holahan     | Christine Roum                                                   | 2012. december 3. 2015. április 7.     | 8,50 millió  |
| Holtan találnak egy télapós jelmezbe öltözött férfit karácsony estéjén. Becketten és Castle-ön a sor, hogy kiderítsék, mi történt, miközben meg kell szervezniük azt is, hogyan töltsék el közösen az első szentestéjüket. |     |                                                                              |                  |                                                                  |                                        |              |
| 91. | 10. | Édes hármas (Significant Others)                                             | Holly Dale       | Terence Paul Winter                                              | 2013. január 7. 2015. április 14.      | 8,66 millió  |
| Megölnek egy híres válóperes ügyvédet. A gyilkosság gyanúja az exférjekre terelődik, ami igencsak megnehezíti a nyomozást, hiszen az ügyvédet jó néhány pert vesztett férfi gyűlölte. Castle volt felesége, Meredith váratlanul megjelenik, és ideiglenesen beköltözik hozzájuk. Ez persze nem kevés feszültséget szül Rick és Kate között. |     |                                                                              |                  |                                                                  |                                        |              |
| 92. | 11. | Buli extrákkal (Under the Influence)                                         | John Terlesky    | Elizabeth Beall                                                  | 2013. január 14. 2015. április 21.     | 9,14 millió  |
| Megölnek egy fiatal DJ-lányt. Az ügy fő gyanúsítottja egy utcagyerek, aki bármire képes azért, hogy boldoguljon az életben. Esposito nem hisz a fiú bűnösségében, és a nyomozás során váratlan dolgok derülnek ki az ő múltjáról is. |     |                                                                              |                  |                                                                  |                                        |              |
| 93. | 12. | Alul semmi (Death Gone Crazy)                                                | Bill Roe         | Jason Wilborn                                                    | 2013. január 21. 2015. április 28.     | 8,82 millió  |
| Beckett és Castle egy night klub tulajdonos halálának ügyében nyomoznak. Miközben Castle-nek szembe kell néznie azzal, hogy lánya, Alexis milyen kiszolgáltatott a modern közösségi oldalak világában, kiderül, hogy semmi sem az, aminek látszik. |     |                                                                              |                  |                                                                  |                                        |              |
| 94. | 13. | Esküdt ellenségem (Recoil)                                                   | Tom Wright       | Történet: Rob Hanning & Cooper McMains Forgatókönyv: Rob Hanning | 2013. február 4. 2015. május 5.        | 8,89 millió  |
| Felismerhetetlenségig megégett holttestre bukkannak egy sikátorban. A nyomok egy fiatal nőhöz vezetnek, aki egykor Bracken szenátornak dolgozott. Ezúttal azonban Beckettnek félre kell tennie a szenátor iránt érzett féktelen gyűlöletét és megvédenie az ellene tervezett merénylettől. Vajon képes lesz rá, vagy hagyja, hogy érzelmei vegyék át az irányítást? |     |                                                                              |                  |                                                                  |                                        |              |
| 95. | 14. | Való világ (Reality Star Struck)                                             | Larry Shaw       | David Grae                                                       | 2013. február 11. 2015. május 12.      | 8,97 millió  |
| Egy népszerű valóságshow egyik szereplőjét holtan találják. A nyomok a botrányokat sem nélkülöző produkció szereplőihez vezetnek. Mindeközben elérkezik Valentin napja, és Castle szeretné romantikus ajándékával levenni Beckettet a lábáról. A terve azonban balul sül el. |     |                                                                              |                  |                                                                  |                                        |              |
| 96. | 15. | Elrabolva 2/1. (Target)                                                      | Bill Roe         | David Amann                                                      | 2013. február 18. 2015. május 19.      | 9,85 millió  |
| Meggyilkolnak egy arab férfit, aki, mint az később kiderül, egy egyiptomi lány testőre volt. Egy kamerafelvétel alapján azonban Beckett-ék rájönnek, hogy a lányt elrabolták, és valószínűleg a férfi az őrzése miatt halt meg. Mindeközben Alexisnek, Castle lányának is nyoma vész. A nyomozás során Sara és Alexis felébrednek egy szobában, és teljes gőzzel dolgoznak azon, hogy kijussanak onnan. Viszont az idők folyamán sok érdekes dolog is kiderül, ami miatt az összes nyomozó osztag azon töri a fejét, ki is lehetett az eredeti áldozat. |     |                                                                              |                  |                                                                  |                                        |              |
| 97. | 16. | Elrabolva 2/2. (Hunt)                                                        | Rob Bowman       | Andrew W. Marlowe                                                | 2013. február 25. 2015. május 26.      | 10,77 millió |
| Castle lányát Párizsban tartják fogva. Alexis hívása sem vitte közelebb az FBI-t az emberrablók búvóhelyéhez. Castle végső kétségbeesésében elkeseredett lépésre szánja el magát. Titokban Párizsba utazik, hogy egyedül szabadítsa ki a lányát, és hogy kiderítse a rablás valódi okát. Ám ezzel az akcióval az egész életét megváltoztató információk birtokába jut. |     |                                                                              |                  |                                                                  |                                        |              |
| 98. | 17. | Csak három nap (Scared to Death)                                             | Ron Underwood    | Shalisha Francis                                                 | 2013. március 18. 2015. június 2.      | 11,26 millió |
| Castle és Beckett olyan áldozat ügyében nyomoznak, aki postán kapott egy videót, majd miután megnézte, harmadnap éjfélkor meghalt. Misztikus, megmagyarázhatatlan és földöntúli jelenségek egész sorát indítja el, amikor Castle önhibáján kívül végignézi a felvételt, mert minden nyom arra utal, hogy már neki is csak három napja maradt hátra... |     |                                                                              |                  |                                                                  |                                        |              |
| 99. | 18. | Édes végzet (The Wild Rover)                                                 | Rob Hardy        | Terence Paul Winter                                              | 2013. március 25. 2015. június 9.      | 10,57 millió |
| Holtan találnak egy cukrászt, akiről kiderül, hogy az ír maffia tagja, ugyanakkor az FBI beépített embere. Gyilkosát az ír maffia tagjai között kell keresni, de csak egy újabb beépített ember derítheti ki, mi történt. Ryanről, aki feleségével kisbabát vár, megdöbbentő dolog derül ki. |     |                                                                              |                  |                                                                  |                                        |              |
| 100. | 19. | A tolószékes szemtanú (The Lives of Others)                                  | Larry Shaw       | Terri Miller & Andrew W. Marlowe                                 | 2013. április 1. 2015. június 16.      | 11,79 millió |
| Castle térdtörése miatt átmenetileg tolószékbe kényszerül. Nehezen viseli a kényszerű szobafogságot, amely során odáig jut, hogy kínjában kémkedni kezd a szomszédok után. Az ártatlan unaloműzés váratlan és vérfagyasztó fordulatot vesz, amikor a szemben lévő lakásban meggyilkolnak egy nőt Castle szeme láttára. |     |                                                                              |                  |                                                                  |                                        |              |
| 101. | 20. | Mesés iramban (The Fast and the Furriest)                                    | Jonathan Frakes  | Christine Roum                                                   | 2013. április 15. 2015. szeptember 1.  | 10,18 millió |
| Castle és Beckett egy rejtélyes gyilkosság ügyében nyomoznak, ahol a tetthely és minden nyom arra utal, hogy az elkövető maga a jeti volt. Castle persze készséggel hisz a nyilvánvaló nyomoknak, míg Beckett szerint ez esetben is emberi elkövetővel van dolguk, aki pusztán figyelemelterelés céljából álcázza valódi kilétét. |     |                                                                              |                  |                                                                  |                                        |              |
| 102. | 21. | Bombasztikus kaland (The Squab and the Quail)                                | Paul Holohan     | Történet: Jason Wilborn & Adam Frost Forgatókönyv: Jason Wilborn | 2013. április 22. 2015. szeptember 8.  | 11,76 millió |
| Castle és Beckett egy bombakészítő lakására mennek, hogy elkapják a férfit, ám Beckett rálép a lakásban elhelyezett aknára. Amíg a tűzszerészek a bomba hatástalanításán dolgoznak, Castle ott marad, hogy közös múltjukat felelevenítve tartsa a lelket Beckettben. |     |                                                                              |                  |                                                                  |                                        |              |
| 103. | 22. | Playboy a párom (Still)                                                      | Bill Roe         | Rob Hanning                                                      | 2013. április 29. 2015. szeptember 15. | 10,53 millió |
| A milliárdos feltaláló, befektető és playboy, Eric Vaughn élete veszélybe kerül. A kapitány mindent megtesz, hogy gondoskodjon a férfi biztonságáról, így az ellen sem tiltakozik, hogy Beckett személyesen biztosítsa a védelmét. Ha kell, Beckett még össze is költözik vele a siker érdekében. Eközben Castle-t mardossa a féltékenység. |     |                                                                              |                  |                                                                  |                                        |              |
| 104. | 23. | Drónakció (The Human Factor)                                                 | Bill Roe         | David Amann                                                      | 2013. május 6. 2015. szeptember 22.    | 10,84 millió |
| Meghal egy leleplező honlap szerkesztője, elsőre úgy tűnik, hogy bombát tettek az autójába, ám a nyomozás során kiderül, hogy dróntámadás végzett vele. Castle és Beckett rengeteg falba és egy titokzatos férfiba ütközik, aki mindenáron meg akarja akadályozni, hogy lefolytathassák a nyomozást. |     |                                                                              |                  |                                                                  |                                        |              |
| 105. | 24. | Veled vagy nélküled (Watershed)                                              | John Terlesky    | Andrew W. Marlowe                                                | 2013. május 13. 2015. szeptember 29.   | 11,16 millió |
| Beckett és csapata egy vízbe fúlt lány halála ügyében nyomoz, az ügy szálai igen messzire vezetnek. Kate állásinterjúra megy Washingtonba az FBI-központba, de nem említi Castle-nek. Amikor a férfi rájön, úgy érzi becsapták, mert pontosan tudja, hogy az a döntés, amit Kate hamarosan meghoz, hatással lesz egész hátralévő életükre. |     |                                                                              |                  |                                                                  |                                        |              |

## Hatodik évad (2013-2014)
| Sor. | Év. | Cím                                             | Rendező        | Író                                                                 | Premier                                | Nézettség    |
| --- | --- | ----------------------------------------------- | -------------- | ------------------------------------------------------------------- | -------------------------------------- | ------------ |
| 106. | 1.  | Valkűr (Valkyrie)                               | John Terlesky  | Rob Hanning                                                         | 2013. szeptember 23. 2015. október 6.  | 11,46 millió |
| Castle megkéri Beckett kezét, amire Kate igent mond, ám közös életük gyorsan megváltozik, amikor Beckett Washingtonba költözik az új munkája miatt. Castle igyekszik ugyanúgy segíteni Beckettnek a nyomozásban, ám a nő munkája szigorúan bizalmas, és a dolgok nem várt fordulatot vesznek. |     |                                                 |                |                                                                     |                                        |              |
| 107. | 2.  | Álomország (Dreamworld)                         | Tom Wright     | David Grae                                                          | 2013. szeptember 30. 2015. október 13. | 10,88 millió |
| A nyomozás során Castle-t halálos dózisú méreggel fertőzik meg. Beckettnek és új kollégáinak csupán 10 órájuk van arra, hogy megfejtsék a rejtélyt és megtalálják az ellenszert, különben Castle meghal. |     |                                                 |                |                                                                     |                                        |              |
| 108. | 3.  | Helló-belló! (Need to Know)                     | Larry Shaw     | Elizabeth Beall                                                     | 2013. október 7. 2015. október 20.     | 10,51 millió |
| Meggyilkolnak egy volt sorozatszínészt, Castle unaloműzés gyanánt csatlakozik Ryanhez és Espositóhoz a nyomozás során. Ezek után azonban megjelenik Beckett és McCord is, mivel a színész halála a washingtoniakat is érinti... |     |                                                 |                |                                                                     |                                        |              |
| 109. | 4.  | A rajongó (Number One Fan)                      | John Terlesky  | Terence Paul Winter                                                 | 2013. október 14. 2015. október 27.    | 11,11 millió |
| Egy nő arra ébred, hogy a vőlegénye vérben fagyva fekszik mellette. Elmenekül a rendőrök elől, és túszokat szed. Castle segítségét kéri, mert nagy rajongója a férfi regényeinek. Castle hisz a nő ártatlanságában, és mindent megtesz, hogy kiderítse az igazságot. |     |                                                 |                |                                                                     |                                        |              |
| 110. | 5.  | Az idő megoldja (Time Will Tell)                | Rob Bowman     | Terri Miller & Andrew W. Marlowe                                    | 2013. október 21. 2015. november 3.    | 10,59 millió |
| Holtan találnak egy pártfogótisztet, s a gyanú egy középkorú férfira terelődik. A gyanúsított az áldozat lakásán járt, de azt állítja, hogy a világvégét hivatott megakadályozni, mert ő a jövőből érkezett. |     |                                                 |                |                                                                     |                                        |              |
| 111. | 6.  | Megoldás kódolva (Get a Clue)                   | Holly Dale     | Christine Roum                                                      | 2013. október 28. 2016. február 11.    | 10,69 millió |
| Holtan találnak egy könyvelőként dolgozó fiatal nőt. A gyilkosság módja rituális körülményekre utal, ezért Beckettnek és Castle-nek el kell merülnie az okkult tudományokban, hogy megoldják a rejtélyt. |     |                                                 |                |                                                                     |                                        |              |
| 112. | 7.  | Apja lánya (Like Father, Like Daughter)         | Paul Holohan   | Marc Dube                                                           | 2013. november 4. 2016. február 18.    | 10,87 millió |
| Alexis megkéri apját, hogy segítsen neki bizonyítani egy halálsoron lévő gyilkossággal vádolt férfi ártatlanságát, akinek csupán három napja maradt a kivégzésig. Castle először hezitál, de aztán megragadja az alkalmat, hogy rendezze kapcsolatát Alexisszel. |     |                                                 |                |                                                                     |                                        |              |
| 113. | 8.  | Karátos indíték (A Murder is Forever)           | Bill Roe       | Chad Gomez Creasey & Dara Resnik Creasey                            | 2013. november 11. 2016. február 25.   | 10,05 millió |
| Holtan találnak egy párkapcsolati tanácsadót, akinek roppant befolyásos ügyfelei voltak. Időközben előkerül egy 100 karátos, hatalmas gyémánt, és a nyomozópárosnak fogalma sincs, hogy a két dolog között mi az összefüggés. |     |                                                 |                |                                                                     |                                        |              |
| 114. | 9.  | A tanítvány (Disciple)                          | Rob Bowman     | David Amann                                                         | 2013. november 18. 2016. március 3.    | 10,93 millió |
| Holtan találnak egy prostituáltat, aki kísértetiesen hasonlít Lanie-re. A nyomok a kikötőbe vezetnek, ahol újabb holttestet találnak, aki Esposito hasonmása. Még rejtélyesebb lesz az ügy, amikor kiderül, hogy egy korábbi eset összes aktájának nyoma veszett. |     |                                                 |                |                                                                     |                                        |              |
| 115. | 10. | A pótpapa (The Good, the Bad and the Baby)      | John Terlesky  | Terri Miller                                                        | 2013. november 25. 2016. március 10.   | 11,41 millió |
| Egy férfi betántorog egy templomba, majd holtan rogy össze. A karjában csecsemő korú kisfiút találnak. Beckett és Castle feladata, hogy kiderítsék, ki a férfi gyilkosa, és ki a kisbaba. |     |                                                 |                |                                                                     |                                        |              |
| 116. | 11. | Tűzharc (Under Fire)                            | Paul Holahan   | Andrew W. Marlowe & David Amann                                     | 2014. január 6. 2016. március 17.      | 8,83 millió  |
| A csapat egy gyújtogató után nyomoz. Be is hoznak egy gyanúsítottat, aki többször is ült már gyújtogatásért, ám kiderül, hogy ezúttal egy valódi megszállottról van szó. Amikor egy újabb tűzesethez hívják ki a rendőrséget, kiderül, hogy Ryan és Esposito a lángoló épületben vannak. Beckett és Castle mindent elkövetnek, hogy megtalálják az elkövetőt, és két kollégájukat. |     |                                                 |                |                                                                     |                                        |              |
| 117. | 12. | Apai örömök (Deep Cover)                        | Tom Wright     | Terence Paul Winter                                                 | 2014. január 13. 2016. március 24.     | 9,03 millió  |
| Holtan találják az egyik legzseniálisabb hackert a lakásában, aki meglehetősen nagyszabású ügyön dolgozott. A nyomok az egyik nagy hatalmú befektetői csoporthoz vezetnek, és nagyon úgy tűnik, hogy a CIA is belekeveredett. A nagy felfordulásban Castle döbbenten ismeri fel a gyanúsítottat a videókamerák felvételén. A férfi nem más, mint rég nem látott apja. Titkáról még Kate-nek sem mer szólni, ám a nő hamar rájön, hogy Castle-lel nincs minden rendben, aki ráadásul titkos találkákra is eltűnik. |     |                                                 |                |                                                                     |                                        |              |
| 118. | 13. | Reflektorfényben (Limelight)                    | Bill Roe       | Rob Hanning                                                         | 2014. január 20. 2016. március 31.     | 8,96 millió  |
| Holtan találják Mandy Suttont, a tinisztárt, és az ügyét Kate-re bízzák. Alexist rendkívül lesújtja a hír, a sztár ugyanis a kedvence volt. Kihallgatják Mandy édesanyját, aki válltig állítja, hogy a lánya semmi olyanba nem keveredett volna, amitől meg kellett volna halnia, és engedélyt kér, hogy lemenjen Lanie-hez egy utolsó búcsúra a sztártól. Végül amikor a halottkém felhívja Beckettet abból a célból, hogy baj van, az anyuka siralmasan belemondja a kagylóba, hogy a meggyilkolt lány nem az ő lánya. Később Beckett és Castle mindent megtesz, hogy kiderítsék, hol van az igazi Mandy. Végül megtalálják őt a lakásában, mozdulatlanul, egy vörös tócsa mellett. A nyomozónő rájön, hogy nem vér, hanem bor. Időközben a tinisztár felébred, és a másnaposságtól semmi ötlete sincsen, mi zajlik körülötte. Amikor Mandy jobban lesz, Alexis próbál vele barátságot kötni, nem kis nehézséggel. Pár kitérő után, egy elképesztő baki folytán a nyomok elvezetnek a gyilkoshoz is. |     |                                                 |                |                                                                     |                                        |              |
| 119. | 14. | A hely szelleme (Dressed to Kill)               | Jeannot Szwarc | Elizabeth Beall                                                     | 2014. február 3. 2016. április 7.      | 10,02 millió |
| Holtan találják az egyik vezető New York-i divatmagazin asszisztensét. Ellát a halála előtti napon kirúgta a főnöke, Matilda, aki foggal-körömmel védi pozícióját. A törtető nő megdöbbenve ismeri fel Kate-et, az egyetlen olyan nőt, aki nemet mondott neki egy visszautasíthatatlan ajánlatra, és faképnél hagyta a modellszakmát. Castle közben megtalálja az esküvő ideális helyszínét, ám Beckett habozik. |     |                                                 |                |                                                                     |                                        |              |
| 120. | 15. | Gimi para (Smells Like Teen Spirit)             | Kevin Hooks    | Chad Gomez Creasey & Dara Resnik Creasey                            | 2014. február 17. 2016. április 14.    | 7,72 millió  |
| Castle nagyon kellemetlen helyzetbe kerül a legújabb ügy kapcsán. Megölnek egy diáklányt, méghozzá abban az elit gimnáziumban, ahová Rick is járt, és bizony nem volt az igazgató kedvence. Sőt, a diri kimondottan pikkelt rá állandó csínytevései miatt. A nyomozás során az igazgató alaposan aláfűt a sikerében fürdő bestseller-írónak. |     |                                                 |                |                                                                     |                                        |              |
| 121. | 16. | Vallomások (Room 147)                           | Bill Roe       | Adam Frost                                                          | 2014. február 24. 2016. április 21.    | 8,69 millió  |
| Justin Marquette-et megölik egy hotelszobában. A kisebb színdarabokban játszó színész ügye pillanatok alatt megoldódik, amikor besétál a rendőrségre Anita Miller, és bevallja a gyilkosságot, méghozzá minden részletével együtt. Pár órán belül azonban teljes lesz a kavarodás, ugyanis újabb két ember érkezik, és mindkettő meggyőződéssel állítja, hogy ő követte el a gyilkosságot. Azonban Castle nagy felfedezést mutat be Beckettnek a hotelszobában, amire még nagy szükségük lehet. |     |                                                 |                |                                                                     |                                        |              |
| 122. | 17. | A fenevad gyomrában (In the Belly of the Beast) | Rob Bowman     | Andrew W. Marlowe & David Amann                                     | 2014. március 3. 2016. április 28.     | 8,38 millió  |
| Beckett különleges megbízást kap, melyről se kollégái, se Castle nem tudhat. A drogosztály kérésére egy drogfutár, a Beckettre kísértetiesen hasonló Elena szerepébe kell bújnia, aki jelenleg eszméletlenül fekszik a kórházban. Kate elvállalja, és Elenaként megjelenik a találkán. A tökéletesen bebiztosított helyszínről azonban elrabolják, ráadásul kiderül, hogy Elena valójában bérgyilkos és nem drogfutár. |     |                                                 |                |                                                                     |                                        |              |
| 123. | 18. | Nindzsa háború (The Way of the Ninja)           | Larry Shaw     | Történet: Christine Roum & Shawn Waugh Forgatókönyv: Christine Roum | 2014. március 17. 2016. május 5.       | 9,99 millió  |
| Holtan találnak egy japán balerinát. Castle és Beckett teljes gőzzel vetik bele magukat a nyomozásba, amikor váratlanul két nindzsa az útjukat állja. Kate kezdetben nevet az egészen, ám hamarosan kiderül, hogy Jade, az áldozat a jakuzával húzott ujjat, amikor nyomozni kezdett a családja gyilkosai után. Úgy tűnik, hogy Jade nyomára bukkant a Zöld Sárkánynak, a jakuzák bérgyilkosának. |     |                                                 |                |                                                                     |                                        |              |
| 124. | 19. | Kelet varázsa (The Greater Good)                | Holly Dale     | David Grae                                                          | 2014. március 24. 2016. május 12.      | 9,78 millió  |
| Megölnek egy fiatal és rendkívül sikeres brókert. A rejtett kamera felvételéről kiderül, hogy egy nő értesítette a rendőrséget nem messze a gyilkosság helyszínétől. Kate megdöbben, amikor kiderül, hogy a betelefonáló nőt a parancsnok húga, a körzeti államügyész bízta meg a megölt férfi megfigyelésével. A két nővér hamarosan összecsap az irodában, és megkezdődik a hatalmi csata. |     |                                                 |                |                                                                     |                                        |              |
| 125. | 20. | Időutazás (That '70s Show)                      | John Terlesky  | David Amann                                                         | 2014. április 21. 2016. május 19.      | 9,76 millió  |
| Egy építkezésen megtalálják a negyven éve eltűnt, hírhedt maffiafőnök, Vince Bianchi tetemét. Castle lelkesen veti bele magát az ügybe, mert azt képzeli, hogy ez az időutazás igazán szórakoztató lesz. Arra azonban nem számít, hogy a negyven évvel idősebb maffiózók korántsem olyan ártalmatlan nyugdíjasok, mint hitte. Kate közben rémülettel figyeli leendő anyósa esküvői ötleteit. |     |                                                 |                |                                                                     |                                        |              |
| 126. | 21. | Veszíteni tudni kell (Law & Boarder)            | Tom Wright     | Jim Adler                                                           | 2014. április 28. 2016. május 26.      | 10,39 millió |
| Logan, a 21 éves gördeszkás nem éli túl az őrült motoros üldözését, aki háromszor is rálő. Mint kiderül, egy illegális gyorsulási verseny résztvevői voltak. Nagyon úgy tűnik, hogy a fiatal áldozat korántsem volt ártatlan, drogkereskedelembe keveredett, és kapcsolatban állt az albán maffiával. Közben Castle és Beckett lázasan készülődnek az esküvőjükre, Kate már a tanúját is megtalálta. |     |                                                 |                |                                                                     |                                        |              |
| 127. | 22. | Hajtóvadászat (Veritas)                         | Rob Bowman     | Rob Hanning & Terence Paul Winter                                   | 2014. május 5. 2016. június 2.         | 9,00 millió  |
| Beckett a legnagyobb titokban továbbra is megfigyeli anyja gyilkosait, amivel felrúgja az egyezséget, amit a befolyásos képviselővel kötött. A törvénytelen akciójára azonban fény derül, amikor több gyilkosság is történik, és bebizonyosodik, hogy mindegyik helyszínen megfordult. Hamarosan menekülni kényszerül, már nem csak az elnöki posztért induló politikus, hanem a rendőrség is vadászik rá. |     |                                                 |                |                                                                     |                                        |              |
| 128. | 23. | Holtomiglan, holtodiglan (For Better or Worse)  | John Terlesky  | Terri Miller & Andrew W. Marlowe                                    | 2014. május 12. 2016. június 9.        | 10,59 millió |
| Három nappal az esküvő előtt kiderül, hogy Kate már férjnél van. Még az egyetemen, egy zűrös estén egykori léhűtő barátjával viccből összeházasodtak Vegasban. Kate sürgősen felkeresi Rogant, hogy aláírassa vele a válási papírokat, különben le kell mondani az esküvőt. A férfi azonban vonakodik, és még feltételt is szab. A hír hallatán Castle is helyszínre utazik, s hamarosan mind a hárman fogságba esnek. |     |                                                 |                |                                                                     |                                        |              |

## Hetedik évad (2014-2015)
| Sor. | Év. | Cím                                                       | Rendező           | Író                                      | Premier                                  | Nézettség    |
| --- | --- | --------------------------------------------------------- | ----------------- | ---------------------------------------- | ---------------------------------------- | ------------ |
| 129. | 1.  | Emlékek nélkül (Driven)                                   | Rob Bowman        | David Amann                              | 2014. szeptember 29. 2016. augusztus 30. | 10,75 millió |
| Castle autóbalesetet szenved útban az esküvőre, majd eltűnik. Beckett minden követ megmozgat, hogy megtalálja, de hiába. Kettő hónap elteltével Castle újra felbukkan, de semmire nem emlékszik… |     |                                                           |                   |                                          |                                          |              |
| 130. | 2.  | Montreal (Montreal)                                       | Alrick Riley      | Andrew W. Marlowe                        | 2014. október 6. 2016. szeptember 6.     | 9,60 millió  |
| Castle és Beckett továbbra is nyomoznak Castle rejtélyes eltűnése ügyében, a nyomok pedig a kanadai Montreálba vezetnek. Eközben egy népszerű játékgyártó cég igazgatóját holtan húzzák ki az East Riverből. Vajon a mindenki által kedvelt férjet és főnököt ki akarhatta megölni? |     |                                                           |                   |                                          |                                          |              |
| 131. | 3.  | A láthatatlan ember (Clear and Present Danger)            | Kate Woods        | Chad Gomez Creasey & Dara Resnik Creasey | 2014. október 13. 2016. szeptember 13.   | 9,30 millió  |
| Megölnek egy titokzatos biliárd bajnokot, ám sehol semmi nyomot nem találnak, és nagyon úgy tűnik, hogy a férfival vagy az ördög, vagy a láthatatlan ember végzett. Kate egészen addig ostobaságnak tartja Castle sztoriját a láthatatlan emberről, amíg meg nem támadja valaki, akit képtelen azonosítani. |     |                                                           |                   |                                          |                                          |              |
| 132. | 4.  | Egy fagylalt és más semmi (Child's Play)                  | Rob Bowman        | Rob Hanning                              | 2014. október 20. 2016. szeptember 20.   | 8,82 millió  |
| Megölnek egy fagyit áruló férfit. Hamarosan kiderül, hogy a gyilkosságnak szemtanúja is van, méghozzá egy kisiskolás gyerek. Castle vállalja, hogy előadásokat tart az osztályban, abban bízva, hogy elnyeri a gyerekek bizalmát, és megtudhatják a részleteket. Nagy áldozatok árán meg is találja a kis szemtanút, ám közben újabb gyilkosságok történnek. |     |                                                           |                   |                                          |                                          |              |
| 133. | 5.  | Felhasználóneve: Mészáros (Meme is Murder)                | Bill Roe          | Jim Adler                                | 2014. október 27. 2016. szeptember 27.   | 8,75 millió  |
| Beckett és Castle egy sorozatgyilkost üldöznek, aki az interneten ismertté vált megosztó figurákra vadászik. Vajon el lehet kapni egy arctalan és névtelen tettest, aki látszólag gond nélkül surran be áldozatainak lakásába? |     |                                                           |                   |                                          |                                          |              |
| 134. | 6.  | Életünk napjai (The Time of Our Lives)                    | Paul Holahan      | Terri Edda Miller                        | 2014. november 10. 2016. október 4.      | 9,52 millió  |
| Castle egy rejtélyes inka műtárgy miatt véletlenül átkerül egy alternatív valóságba, ahol nem sikeres, nem gazdag, ráadásul Beckett sem ismeri. Kétségbeesetten próbál kapcsolatba lépni Kate-tel, aki kapitányként dolgozik, és teljesen bolondnak tartja őt. Hamarosan rájön, hogy csak úgy kerülhet vissza a saját világába, ha megtalálja a műtárgyat, és a műtárgy elrablóit. |     |                                                           |                   |                                          |                                          |              |
| 135. | 7.  | Volt egyszer egy vadnyugat (Once Upon a Time in the West) | Alrick Riley      | Terence Paul Winter                      | 2014. november 17. 2016. október 11.     | 9,38 millió  |
| Castle és Beckett alaposan meglepik a többieket a házasságuk hírével. Kollégáik hirtelen fel sem fogják, hogy lemaradtak az esküvőről, melyre mindenki régóta készült. A friss házasok hamarosan egy autentikus városba utaznak, vissza a vadnyugatba, hogy kiderítsenek egy gyilkosságot, melynek nyomai a népszerű üdülőhelyre vezetnek. |     |                                                           |                   |                                          |                                          |              |
| 136. | 8.  | Robbanáspont (Kill Switch)                                | Jeannot Szwarc    | David Amann                              | 2014. november 24. 2016. október 18.     | 9,55 millió  |
| Meggyilkolnak egy szövetségi ügynököt, és a gyanú egy hacker-re terelődik. Esposito gyomon követi Stone-t egy metróra, de amikor a férfi meglátja a nyomozó jelvényét, megállítja a járművet, és fogságba ejt mindenkit, aki azon ült. A legnagyobb kérdés az, hogy ki is ez az ember valójában? |     |                                                           |                   |                                          |                                          |              |
| 137. | 9.  | Az utolsó akcióhős (Last Action Hero)                     | Paul Holahan      | Christine Roum                           | 2014. december 1. 2016. október 25.      | 8,45 millió  |
| Holtan találják egy sikátorban az egyik leghíresebb, olcsó kategóriás akciósztárt. Castle lesújtja a hír, Lance Delorca ugyanis gyerekkori kedvence volt, minden rossz filmjét látta. A rossz híreknek azonban ezzel még nincs vége. Hőséről ugyanis kiderül, hogy korántsem az az ember volt, akinek hitte. |     |                                                           |                   |                                          |                                          |              |
| 138. | 10. | Karácsonyi lidércnyomás (Bad Santa)                       | Bill Roe          | Chad Gomez Creasey & Dara Resnik Creasey | 2014. december 8. 2016. november 8.      | 7,32 millió  |
| Eric Mercer, az áldozat meglehetősen bizarr körülmények között hal meg. Egy Mikulásnak öltözött férfi végzett vele az egyik látványos üzlet kirakatában. Mercerről hamarosan kiderül, hogy a maffia háziorvosa volt, és egész biztosan a Carlucci család között van a tettes. Castle felajánlja, hogy régi kapcsolatait latba veti, és meggyőzi a család fejét, hogy segítse a nyomozást. Ám öreg barátja csőbe húzza. |     |                                                           |                   |                                          |                                          |              |
| 139. | 11. | Külön utakon (Castle, P.I.)                               | Milan Cheylov     | Rob Hanning                              | 2015. január 12. 2017. január 3.         | 6,77 millió  |
| Richard Castle nem az a fajta fickó, akit csak úgy le lehet rázni. Tőle nem lehet megszabadulni. Még Kate sem tud arról, hogy titokban elvégzett egy magánnyomozói kurzust, ezért aztán mindenkit meglepetésként ér, amikor megjelenik egy helyszínen, és kérdéseket tesz fel. A meglepetés csak fokozódik, amikor újra és újra megelőzi a csapatot a nyomozásban. |     |                                                           |                   |                                          |                                          |              |
| 140. | 12. | Mint a mesében (Private Eye Caramba!)                     | Hanelle Culpepper | Adam Frost                               | 2015. január 19. 2017. január 10.        | 7,60 millió  |
| Rick magánnyomozói karrierje válságban van, eddig csak macskák felkutatásával bízták meg. Kate legújabb ügyének áldozata egy szappanopera sztárja, akit Castle személyesen is ismert, és bármit megtenne, hogy dolgozhasson a csoporttal. Kate megsajnálja és Rickhez irányítja a szappanopera másik sztárját, aki egy nyomtalanul eltűnt félmillió dolláros táskát keres, és amitől nagy mértékben függ az testi épsége. |     |                                                           |                   |                                          |                                          |              |
| 141. | 13. | Megcsalva és meghalva (I, Witness)                        | Tom Wright        | Terence Paul Winter & Amanda Johns       | 2015. február 2. 2017. január 17.        | 7,41 millió  |
| Castle-t felhívja élete első komoly ügyfele. Mint kiderül, a megbízó egy régi iskolatársnője, Eva, aki férje hűtlenségére gyanakszik. Arra kéri Ricket, hogy nyomozzon a férfi után. Az egyszerű ügy azonban váratlan fordulatot vesz, amikor véletlenül szemtanúja lesz Eva halálának. Üldözőbe veszi a gyilkost, aki próbál a hullától megszabadulni, majd később Ricktől is. |     |                                                           |                   |                                          |                                          |              |
| 142. | 14. | Bizonyíték nélkül (Resurrection)                          | Bill Roe          | David Amann                              | 2015. február 9. 2017. január 24.        | 7,43 millió  |
| Susan Watts, aki már középiskolás kora óta drogfüggő volt és a börtönt is megjárta, hálóingben menekül az utcán. Egy nappal később az egyik szemetes konténerből kerül elő a holtteste. A nőn korábban több plasztikai műtétet is végrehajtottak, és ez új fényt vet az ügyre. Úgy tűnik, Dr. Kelly Niemann, a korábban már sorozatgyilkossággal vádolt doktornő van a háttérben, aki valószínűleg visszatért. Beckett és Castle dolgoznak az ügyön, de a nyomozás nehézkesen halad, mert a sorozatgyilkos elleni bizonyítékok eltűntek. |     |                                                           |                   |                                          |                                          |              |
| 143. | 15. | Beckett nyomában (Reckoning)                              | Rob Bowman        | Andrew W. Marlowe                        | 2015. február 16. 2017. január 31.       | 8,47 millió  |
| Beckettet elrabolja Jerry Tyson, a hármas gyilkos és Kelly Nieman. Castle teljesen kétségbeesik, mert a rendőrség nyomozása zsákutcába jut. Miután ő a nyomozás kinevezett tanácsadója, él a lehetőséggel, és úgy dönt, hogy a saját kezébe veszi az irányítást. Barátai azonban nem hagyják magára, és minden követ megmozgatnak, hogy élve találják meg Kate-et. |     |                                                           |                   |                                          |                                          |              |
| 144. | 16. | Halál a Marson (The Wrong Stuff)                          | Paul Holahan      | Terri Miller                             | 2015. február 23. 2017. február 7.       | 7,61 millió  |
| Egy magán finanszírozású Mars-expedíció szimulációján meghal egy munkatárs. A cég vezetése biztos benne, hogy szabotázs van a háttérben, és gyilkosság történt. Castle örül, hogy részt vehet a nyomozásban, és végre szkafanderbe bújhat. Kiderül ugyanis, hogy néhány éve ő is beadta a jelentkezését a Mars-utazásra. |     |                                                           |                   |                                          |                                          |              |
| 145. | 17. | A hongkongi eset (Hong Kong Hustle)                       | Jann Turner       | Chad Gomez Creasey                       | 2015. március 16. 2017. március 28.      | 8,95 millió  |
| Kate elkeseredik, amikor megtudja, hogy egykori osztálytársa már jóval feljebb jutott a ranglétrán, mint ő. Úgy érzi, itt az ideje, hogy magasabb célokat tűzzön ki. Legújabb ügyük miatt kénytelen együtt dolgozni Janggal, a hongkongi nyomozóval, akinek a profizmusa teljesen lenyűgözi. Hamarosan rivalizálni kezd vele, ám idővel rá kell jönnie, hogy képtelen mindent feladni a karrierjéért. |     |                                                           |                   |                                          |                                          |              |
| 146. | 18. | Védd magad! (At Close Range)                              | Bill Roe          | Jim Adler                                | 2015. március 23. 2017. április 4.       | 8,04 millió  |
| Ryan rendszeresen vállal testőri munkát a nyomozás mellett. Ezúttal egy szigorúan titkos megbízást kap, amelyről még a csapatnak sem beszélhet. A partin azonban váratlanul lelőnek egy fiatal nőt, ami miatt Ryan felelősnek érzi magát. Beckett megszerzi az ügyet, hogy lehetőséget biztosítson kollégájának. |     |                                                           |                   |                                          |                                          |              |
| 147. | 19. | Senki többet harmadszor! (Habeas Corpse)                  | Kate Woods        | Rob Hanning                              | 2015. március 30. 2017. április 11.      | 8,16 millió  |
| Holtan találják a népszerű ügyvédet, aki lelkesen vadászott ügyfelekre a kórházak sebészeti osztályán. Az ügybe belekeveredik egy híres focista is, akinek hatalmas tartozásai vannak. Közben a kapitányságon mindenki a Ki mit tud versenyre készül. Castle azonnal kap az alkalmon, amint felkérik. Kate azonban korántsem olyan lelkes. |     |                                                           |                   |                                          |                                          |              |
| 148. | 20. | Emlékek fogságában (Sleeper)                              | Paul Holahan      | David Amann                              | 2015. április 20. 2017. április 18.      | 8,34 millió  |
| Ricknek visszatérő rémálmai vannak arról az időszakról, amikor eltűnt. A két hónap, ami sötét folt az emlékezetében, most feltör, és egyre elképesztőbb történeteket tár fel. Még Chuck Norris is felbukkan egy szomáliai akcióban. Rick biztos benne, hogy az álmai valóságosak, amelyek összekeverednek a fantáziájával. |     |                                                           |                   |                                          |                                          |              |
| 149. | 21. | Apa-lánya program (In Plane Sight)                        | Bill Roe          | Dara Resnik Creasey                      | 2015. április 27. 2017. április 25.      | 8,31 millió  |
| Castle a lányával Londonba utazik. A repülőn feltűnik neki, hogy az utaskísérők rendkívül aggodalmasak. Hamarosan kiderül, hogy minden okuk megvan a rémületre, a légi marsall ugyanis holtan kerül elő a csomagtérből. A személyzet Castle segítségét kéri, mert az utasok közül neki van egyedül rendőrségi tapasztalata. |     |                                                           |                   |                                          |                                          |              |
| 150. | 22. | Színház az egész világ! (Dead from New York)              | Jeannot Szwarc    | Terence Paul Winter                      | 2015. május 4. 2017. május 2.            | 8,26 millió  |
| A város egyik elhagyatott sikátorában többször is rálőnek egy befolyásos producerre. Különös módon a holtteste végül egy liftaknából kerül. Mint kiderül, épp egy olyan tévésorozaton dolgozott, amelynek Beckett és Castle a főszereplői. Kate-nek nagyon hízeleg a dolog és flörtölni kezd a sorozat sztárjával, a Castle-t alakító színésszel. Ez azonban egyáltalán nem tetszik Castle-nek. |     |                                                           |                   |                                          |                                          |              |
| 151. | 23. | Szellem a múltból (Hollander's Woods)                     | Paul Holahan      | Andrew W. Marlowe & Terri Edda Miller    | 2015. május 11. 2017. május 9.           | 8,44 millió  |
| Elgázolnak egy ismeretlen nőt a város határában. A helyszínelés során hamar kiderül, hogy a nőt korábban bántalmazták, az arcán rituális kínzás nyomai vannak, és a gázoló kamion sofőrje egy fekete, maszkos alakot látott a helyszínről elmenekülni. Castle megdöbbenve ismeri fel az elbeszélés alapján azt a gyilkost, akit gyerekkorában tetten ért. |     |                                                           |                   |                                          |                                          |              |

## Nyolcadik évad (2015-2016)
| Sor. | Év. | Cím                                                | Rendező           | Író                                                      | Premier                                 | Nézettség   |
| --- | --- | -------------------------------------------------- | ----------------- | -------------------------------------------------------- | --------------------------------------- | ----------- |
| 152. | 1.  | Szökésben (XY)                                     | Rob Bowman        | Terence Paul Winter & Alexi Hawley                       | 2015. szeptember 21. 2017. május 16.    | 6,84 millió |
| Beckett nyomtalanul eltűnik az első munkanapján, amikor rendőrkapitányként lépne szolgálatba. Castle kétségbeesetten próbál a nyomára bukkanni, ám ez meghaladja a képességeit. Sokként éri a hír, amikor megtudja, hogy Beckett egy indiai származású hackerrel menekül. Csak azt nem érti, hogy Kate mindezt miért csinálja. |     |                                                    |                   |                                                          |                                         |             |
| 153. | 2.  | A csali (XX)                                       | Paul Holahan      | Terence Paul Winter & Alexi Hawley                       | 2015. szeptember 28. 2017. május 23.    | 6,70 millió |
| Szuper profi bérgyilkos egység vadászik Beckettre, mert egy olyan összeesküvés célpontjává válik, ahol a szálak a CIA legfelsőbb köreibe vezetnek. Ahhoz, hogy mentse a saját és szerettei életét, elő kell csalogatnia azt, aki az összeesküvés szálait mozgatja. |     |                                                    |                   |                                                          |                                         |             |
| 154. | 3.  | A titokzatos idegen (PhDead)                       | Rob Bowman        | Chad Creasey                                             | 2015. október 5. 2017. május 30.        | 6,76 millió |
| Castle nem tud bele törődni abba, hogy Kate csak úgy elhagyta arra hivatkozva, hogy időre van szüksége. Bármit megtenne, hogy Beckett visszajöjjön hozzá, ennek érdekében még tanácsadók segítségét is elfogadja. Újabb sokként éri, hogy nem dolgozhat együtt a csapattal. |     |                                                    |                   |                                                          |                                         |             |
| 155. | 4.  | Hazudni bűn (What Lies Beneath...)                 | Larry Shaw        | Barry O'Brien                                            | 2015. október 12. 2017. június 6.       | 6,78 millió |
| Megölnek egy férfit imádkozás közben. A nyomozás során kiderül, hogy egy beteges hazudozó az áldozat, aki híres írónak, illetve veszélyes bérgyilkosnak egyaránt kiadta magát. A szálak egyre bonyolódnak, miközben az egység tagjainak szembe kell nézniük saját hazugságaikkal is. |     |                                                    |                   |                                                          |                                         |             |
| 156. | 5.  | Az orr (The Nose)                                  | Steve Robin       | Nancy Kiu                                                | 2015. október 19. 2017. június 13.      | 6,67 millió |
| Ryan és Esposito nagy izgalommal várják a vizsga eredményét. Beckett egy ellopott Van Gogh festmény és egy holttest ügyében nyomoz. Egyetlen szemtanúja egy fura nő, aki rendkívül érzékeny a szagokra, és bárkit, bárhol azonnal kiszagol. Castle kap az alkalmon, és megpróbálja a nő képességét felhasználni arra, hogy újra elnyerje Beckett kegyeit. |     |                                                    |                   |                                                          |                                         |             |
| 157. | 6.  | A példakép (Cool Boys)                             | Paul Holahan      | Alexi Hawley                                             | 2015. november 9. 2017. augusztus 29.   | 6,07 millió |
| Castle lassan beletörődik abba, hogy a házassága szünetel, és Kate elköltözött. Unalmasnak tűnő életébe váratlanul robban be Slaughter, régi cimborája, aki minden alkalommal csőbe húzza, bajba sodorja és rács mögé juttatja. Ryan és Esposito őszintén aggódnak barátjukért, aki nem is sejti, hogy a nagy dumás Slaughter most is készül valamire, és abban Nicknek egészen rendkívüli szerepet szán. |     |                                                    |                   |                                                          |                                         |             |
| 158. | 7.  | Az utolsó csábítás (The Last Seduction)            | John Terlesky     | Robert Hanning                                           | 2015. november 16. 2017. szeptember 5.  | 6,66 millió |
| A két nyomozó, Ryan és Esposito képtelen vita nélkül együtt dolgozni. Esposito nem tudja megbocsátani, hogy társa faron lőtte, méghozzá féltékenységből, miután, vele ellentétben, Ryannek nem sikerült a nagy vizsga. A pszichológus úgy dönt, csak akkor dolgozhatnak tovább együtt, ha találnak egy mediátort, aki teljes munkaidőben elkíséri őket, és elsimítja a vitáikat. Mindketten úgy gondolják, hogy Castle lenne a legjobb személy erre a feladatra.                                                      |     |                                                    |                   |                                                          |                                         |             |
| 159. | 8.  | Mr. és Mrs. Castle (Mr. & Mrs. Castle)             | Jeff Bleckner     | Christine Roum                                           | 2015. november 23. 2017. szeptember 12. | 6,65 millió |
| Castle azt hazudja a családjának, hogy a házassága Beckettel kezd rendbe jönni, miután randiztak. Ám a romantikusnak ígérkező estét megzavarja Beckett titkos társa, aki figyelmezteti Beckettet, hogy nem békülhet ki a férjével, amíg nem zárul le az ügy. Castle sejti, hogy valami sötét titok van a háttérben, és követi feleségét. Ennek köszönhetően egy luxushajón rekednek, ahol mindössze egy órát kapnak a kapitánytól a nyomozásra, mielőtt egy csónakba kitennék őket.                                   |     |                                                    |                   |                                                          |                                         |             |
| 160. | 9.  | Titkos randi (Tone Death)                          | Hanelle Culpepper | Robert Bella                                             | 2016. február 8. 2017. szeptember 19.   | 5,72 millió |
| Castle remek ötletnek tartja, hogy ő legyen a titkos fegyver egy titkos akcióban. Kate azonban szeretné, ha férje kimaradna a közös nyomozásokból a biztonsága érdekében. Ezért közös megegyezéssel úgy határoznak, hogy nyilvános helyen folytatják vég nélküli vitáikat. Annyira sikeresen és élvezettel játsszák a szerepüket, hogy kollégáik és családtagjaik őszintén aggódni kezdenek. |     |                                                    |                   |                                                          |                                         |             |
| 161. | 10. | A vád tanúja (Witness for the Prosecution)         | Bill Roe          | Terence Paul Winter                                      | 2016. február 14. 2017. szeptember 26.  | 4,19 millió |
| Egy partin Castle szemtanúja volt egy gyilkosságnak, és most tanúskodnia kell. Az öt hónappal korábbi eset tárgyalásán váratlanul megjelenik Caleb Brown, mint a vádlott védőügyvédje. Caleb pillanatok alatt sarokba szorítja Nicket, aki végül megbízhatatlan tanúként távozik a tárgyalóteremből. Kate mindent elkövet, hogy segítsen, miután épp Caleb az, aki után titkos nyomozást folytat. |     |                                                    |                   |                                                          |                                         |             |
| 162. | 11. | A vörös zsaru (Dead Red)                           | Jeannot Szwarc    | Jim Adler                                                | 2016. február 15. 2017. október 3.      | 5,15 millió |
| Castle rendkívül lelkes, amikor bevonják egy orosz ügybe. Úgy véli, végre megvan az új regényének a sztorija, ami magát írja. Lelkesedése kissé lelohad, amikor az orosz biztonsági főnökről kiderül, hogy valójában bérgyilkos, akinek titkos küldetése van. Castle hamarosan nem a kísérője, hanem a foglya lesz - Kate legnagyobb rémületére. |     |                                                    |                   |                                                          |                                         |             |
| 163. | 12. | Együtt a slamasztikában (The Blame Game)           | Jessica Yu        | Michal Zebede                                            | 2016. február 22. 2017. október 10.     | 5,48 millió |
| Castle remek hírt kap, Stephen King szeretne vele közösen regényt írni. Izgatottan elmegy a találkára, ahol azonban nem az író vár rá. Elveszíti az eszméletét, és egy osztályteremben ébred másik három férfi társaságában. Hamarosan kiderül, hogy Kate és a többiek felesége is fogoly egy hasonló teremben. Bár nem ismerik egymást, össze kell fogniuk, hogy élve megússzák. |     |                                                    |                   |                                                          |                                         |             |
| 164. | 13. | Castle, a szuperséf (And Justice For All)          | Kate Woods        | Adam Frost                                               | 2016. február 29. 2017. október 17.     | 5,26 millió |
| Holtan találnak egy illegális bevándorlót, aki körül minden titokzatos. Castle szeretne segíteni a nyomozásban, és bármit megtenne, hogy kilábaljon az írói válságból. Beckett természetesen nem támogatja az ötletet, ám amikor a nyomozás zsákutcába jut, be kell látnia, hogy Castle segítségére szorul. Castle az ügy érdekében örömmel beiratkozik egy nyelviskolába, mint Jean-Luc Delacroix kanadai séf. |     |                                                    |                   |                                                          |                                         |             |
| 165. | 14. | A legnagyobb detektívek társasaága (The G.D.S.)    | John Terlesky     | Alexi Hawley                                             | 2016. március 7. 2017. október 24.      | 5,68 millió |
| Castle Los Angelesbe utazik, hogy kiderítse, mi történt vele, amikor eltűnt. Lánya, Alexis és a fejvadász Haley és is vele utaznak, attól tartva, hogy Castle megint bajba keveredik. Közben meghívást kap a Legnagyobb Detektívek Társaságától, amire egész életében vágyott. Lehetőséget kap arra, hogy a megüresedett hely az övé legyen, amennyiben kinyomoz egy rendkívüli gyilkosságot, méghozzá gyorsabban, mint a tagságra pályázó másik jelölt.                                                              |     |                                                    |                   |                                                          |                                         |             |
| 166. | 15. | Holtig hűségben (Fidelis Ad Mortem)                | Rob Bowman        | Chad Gomez Creasey                                       | 2016. március 21. 2017. október 31.     | 6,50 millió |
| Megölnek egy ifjú kadétot a rendőrakadémián. Beckett, mint tanár visszatér az akadémiára, hogy kinyomozza, ki a tettes. A nyomok alapján úgy tűnik, hogy az elkövető az áldozat osztályában van. Beckettnek 14 gyanúsított között kell megtalálnia a gyilkost. Közben Castle bevallja, hogy már jóval korábban tudott a LokSatről, de Kate védelmében töröltette az emlékeit. |     |                                                    |                   |                                                          |                                         |             |
| 167. | 16. | Szívtipró (Heartbreaker)                           | Tom Wright        | Barry O'Brien                                            | 2016. április 4. 2018. január 2.        | 6,90 millió |
| Megölnek egy biztonsági őrt, és a nyomok egy 9 évvel ezelőtti esethez vezetnek vissza. Az ügy azonban bonyolultabb, mint aminek elsőre tűnik, ugyanis kénytelenek kihozni a börtönből a gyönyörű Sonját, Esposito egykori menyasszonyát. Sonja három hónap múlva szabadul, és ő az egyetlen olyan személy, aki be tud épülni a spanyol negyedbe, hogy megtalálják Pörölyt, a hírhedt tolvajt. |     |                                                    |                   |                                                          |                                         |             |
| 168. | 17. | A csodalámpás (Death Wish)                         | Bill Roe          | Stephanie Hicks                                          | 2016. április 11. 2018. január 2.       | 6,44 millió |
| Holtan találnak egy fiatal férfit, aki nemrég tért haza Törökországból. A szálak az egzotikus Közel-Keletre vezetnek, egészen Salamon király sírjáig. Castle lelkesen veti bele magát a nyomozásba, annak reményében, hogy megtalálja Aladdin csodalámpását és kívánhat a dzsinntől. A második haláleset után azonban Kate visszatéríti a valóságba, mielőtt neki is nyoma veszne a különös esetben. |     |                                                    |                   |                                                          |                                         |             |
| 169. | 18. | Árulás (Backstabber)                               | Jessica Yu        | Robert Bella                                             | 2016. április 18. 2018. január 9.       | 5,86 millió |
| Haley elvállal egy akciót régi főnökének, és barátjával, Bryce-szal betörnek egy energetikai céghez, hogy feltelepítsenek egy vírust. Néhány órával később a társát holtan találják meg az épületben. Castle hamar észreveszi, hogy Haley titkol valamit. Amikor London energiaellátásában súlyos kimaradás áll be, Haley bevall mindent. Ám az angol titkos ügynökség biztos benne, hogy Haley összejátszik Wesleyvel, az egykori ügynökkel, akivel több évvel korábban megterveztek egy nagyszabású terrortámadást. |     |                                                    |                   |                                                          |                                         |             |
| 170. | 19. | Halhatatlan (Dead Again)                           | Bill Roe          | Rob Hanning                                              | 2016. április 25. 2018. január 9.       | 6,19 millió |
| Alan biztonsági ellenőrre holtan találnak a saját otthonában. Néhány óra múlva a férfi magához tér a boncasztalon, és egészségesen távozik. Castle értetlenkedve figyeli a férfit, aki mit sem törődve már másnap dolgozni akar. Lanie az idegösszeomlás határára kerül, amikor a szeme láttára a férfi meghal, majd újra feltámad. Castle szerint a férfi halhatatlan, és nyilván hamarosan szuperhőssé válik. |     |                                                    |                   |                                                          |                                         |             |
| 171. | 20. | Sok hűhó egy gyilkosságért (Much Ado About Murder) | Hanelle Culpepper | Christine Roum                                           | 2016. május 2. 2018. január 16.         | 6,03 millió |
| Meglehetősen drámai körülmények között megölnek egy felkapott színészt, aki élete legnagyobb alakítására készült. Hamletet játszotta volna abban bízva, hogy majd így bebizonyíthatja, hogy nem csak vonzó, hanem tehetséges is. A stábból azonban többen is úgy gondolják, hogy tehetség híján megbuktatta volna a darabot. |     |                                                    |                   |                                                          |                                         |             |
| 172. | 21. | A baltás (Hell to Pay)                             | John Terlesky     | Történet: Jim Adler Forgatókönyv: Adam Frost & Nancy Kiu | 2016. május 9. 2018. január 23.         | 6,74 millió |
| Az elmegyógyintézetbe zárt baltás gyilkos megszökik, és egy hatalmas baltával beront Castle irodájába, majd holtan esik össze. A testére biblikus latin szövegek vannak felfestve, és minden arra utal, hogy rögeszméjévé vált az antikrisztus. Castle több furcsa jelből rájön, hogy a sorozatgyilkos az Ómen című film forgatókönyve szerint ki is választotta már azt a személyt, akivel végeznie kell, mielőtt itt a világvége.                                                                                   |     |                                                    |                   |                                                          |                                         |             |
| 173. | 22. | Végső játszma (Crossfire)                          | Rob Bowman        | Alexi Hawley & Terence Paul Winter                       | 2016. május 16. 2018. január 30.        | 7,65 millió |
| Beckett és Castle nyomon vannak, s úgy tűnik, végre elkapják a LocSatet. Hamarosan azonban rá kell jönniük, hogy csapdába csalták őket. Titkos segítőjük, Caleb Brown holttestét ugyanis megtalálják összeégve egy autóban. Esposito és Ryan csatlakoznak a nyomozáshoz, mellyel magukat is veszélybe sodorják. Castle próbálja menteni a családját, Kate azonban besétál a csapdába. |     |                                                    |                   |                                                          |                                         |             |

## DVD
| DVD kiadás megjelenése | DVD kiadás megjelenése | DVD kiadás megjelenése |
| 1. régió               | 2. régió               | 4. régió               |
| ---------------------- | ---------------------- | ---------------------- |
| 2009. szeptember 22.   | 2010. május 6.         | 2010. március 9.       |
| 2010. szeptember 21.   | 2011. március 24.      | 2010. december 1.      |
| 2011. szeptember 20.   | 2011. november 24.     | 2011. október 12.      |
| 2012. szeptember 11    | 2012. november 14.     | 2012. november 14.     |
| 2013. november 11.     | 2013. november 6.      |                        |
| 2014. szeptember 16.   | 2014. november 17.     | n/a                    |
|                        |                        |                        |
|                        |                        |                        |